# KZ Bergen-Belsen
Das Konzentrationslager Bergen-Belsen war von April 1943 bis April 1945 ein nationalsozialistisches Konzentrationslager unter der SS-Tarnbezeichnung Aufenthaltslager im Ortsteil Belsen der Gemeinde Bergen im Kreis Celle in der damaligen Provinz Hannover, heute Land Niedersachsen. Teile waren zuvor und dann parallel ein Kriegsgefangenenlager (Stalag XIc) der dt. Wehrmacht. Die Befreiung durch britisch/kanadische Truppen erfolgte am 15. April 1945.

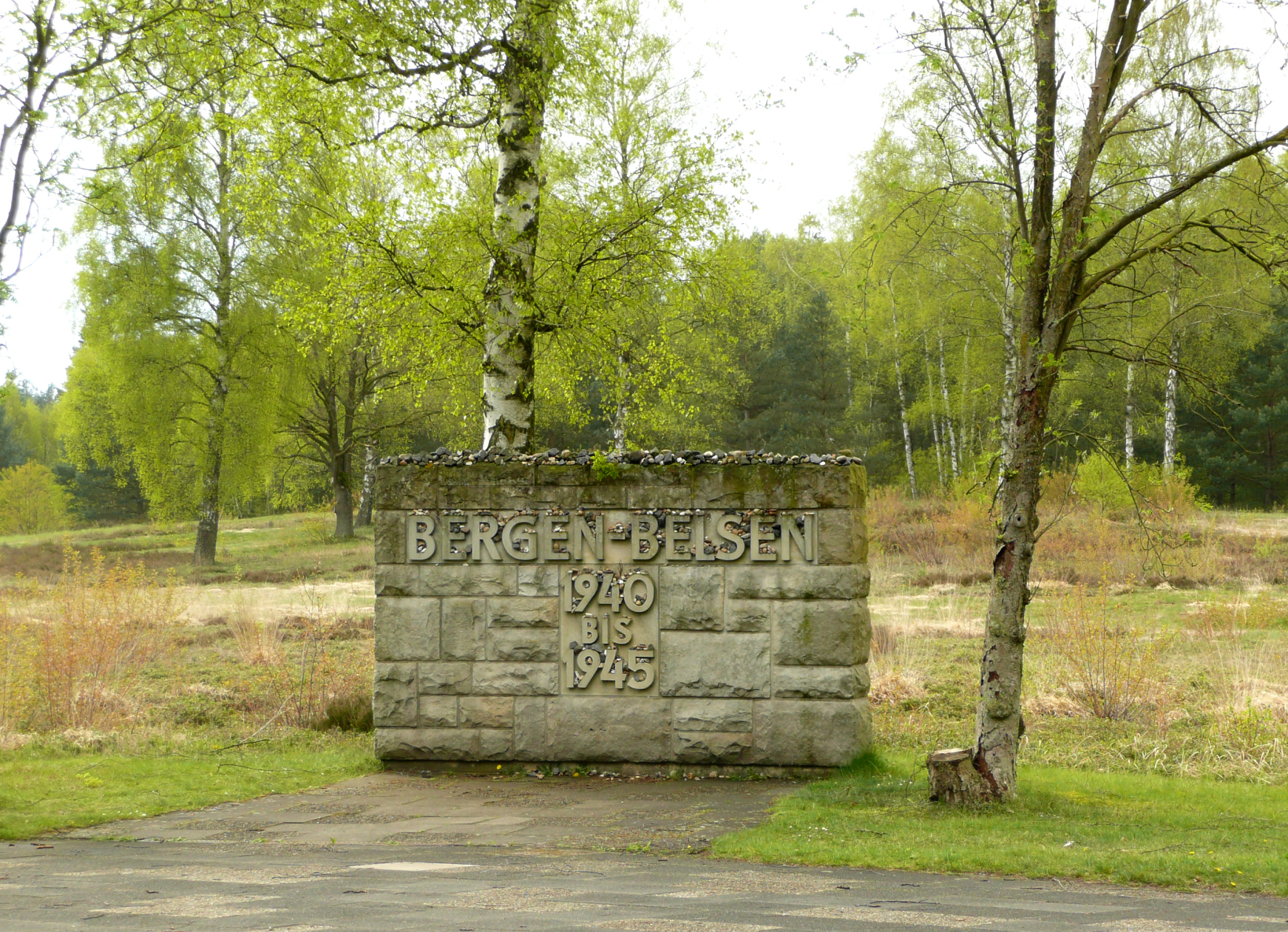
Gedenkstein am Eingang zum Friedhof auf dem historischen Lagergelände

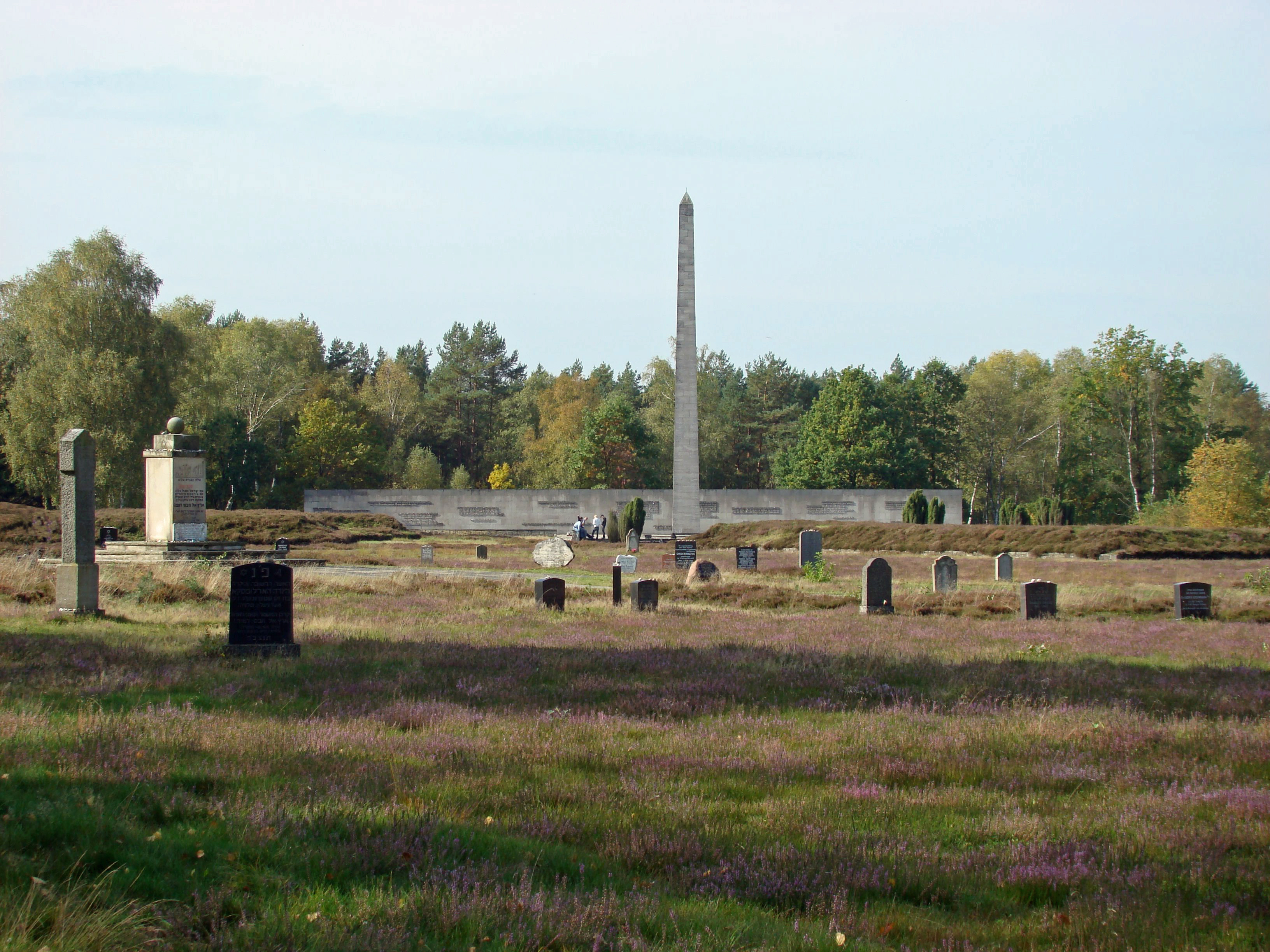
Friedhof auf dem historischen Lagergelände, mit Obelisk und Inschriftenwand, Jüdischem Mahnmal, Massengräbern und symbolischen Grabsteinen

## Geschichte
Das Lager entstand aus Baracken, die bis 1939 als Unterkünfte für Arbeiter dienten, die den Truppenübungsplatz in Bergen errichtet hatten. Die Baracken wurden nach Kriegsbeginn bis Januar 1945 von der Wehrmacht in ein Lager für belgische und französische, dann auch für sowjetische Kriegsgefangene umfunktioniert.
1943 übernahm die SS einen Teil des Lagers und nutzte es als „Aufenthaltslager“ für „Austauschjuden“, jüdische Häftlinge, die gegen deutsche Zivilinternierte im Ausland ausgetauscht werden sollten. Später kamen ein Männer- und ein Frauenlager für kranke und arbeitsunfähige Häftlinge aus anderen Konzentrationslagern hinzu. Ab März 1944 wurden weitere Zehntausende Häftlinge aus frontnahen Konzentrationslagern in das KZ Bergen-Belsen verlegt.
Bis zur Befreiung des Lagers durch britische Truppen am 15. April 1945 starben im KZ Bergen-Belsen mindestens 52.000 Häftlinge aufgrund der Haftbedingungen. Für Tausende war es eine Durchgangsstation zur Ermordung in Vernichtungslagern.

## Kriegsgefangenenlager und -friedhof
Ein 1935 bei der Errichtung des Truppenübungsplatzes Bergen für die Bauarbeiter im Wald errichtetes Barackenlager („Heeresneubaulager Bergen-Belsen“) wurde 1940 von der Wehrmacht zur Unterbringung von 600 französischen und belgischen Kriegsgefangenen genutzt. Im Mai/Juni 1941 wurde der Ort zu einem Mannschafts-Stammlager und Lazarett für sowjetische Kriegsgefangene ausgebaut und erhielt die Bezeichnung (Kriegsgefangenen-Mannschafts-Stammlager) Stalag XI C (311). Bis Herbst 1941 wurden dort mehr als 21.000 sowjetische Kriegsgefangene eingeliefert. Unterkunftsbaracken gab es kaum, daher mussten die Gefangenen unter freiem Himmel, in Erdhöhlen und Laubhütten unterkommen. Bis zum Frühjahr 1942 starben rund 14.000 der Gefangenen an Hunger, Kälte und Krankheiten. Sie wurden auf einem etwa 600 Meter vom Lager entfernten Friedhof, der sowjetischen Kriegsgräberstätte Bergen-Lohheide, zumeist in Massengräbern beerdigt. Zwischen 1941 und 1945 wurden hier 19.580 sowjetische Kriegsgefangene und 142 italienische Militärinternierte begraben. Außerdem sind in zehn weiteren Einzelgräbern Armeeangehörige aus anderen Staaten bestattet worden. Bislang konnten drei von ihnen als polnische Kriegsgefangene identifiziert werden.
Im April 1943 trat die Wehrmacht den südlichen Teil des Lagergeländes an die SS ab, die dort das Konzentrationslager Bergen-Belsen einrichtete. Die Wehrmacht nutzte den unter ihrem Kommando verbliebenen Lagerteil unter der Bezeichnung Stalag XI B Fallingbostel Zweiglager Bergen-Belsen bis Mitte Januar 1945 weiterhin als Lazarett für sowjetische Kriegsgefangene, zwischen Juli 1944 und Mitte Januar 1945 wurden dort auch etwa 800 italienische Militärinternierte behandelt. Zusätzlich waren zwischen Oktober/November 1944 und Mitte Januar 1945 auch etwa 1000 Angehörige der polnischen Heimatarmee Armia Krajowa dort untergebracht. Mitte Januar 1945 wurde auch das Lazarett aufgelöst und das Areal von der SS übernommen.

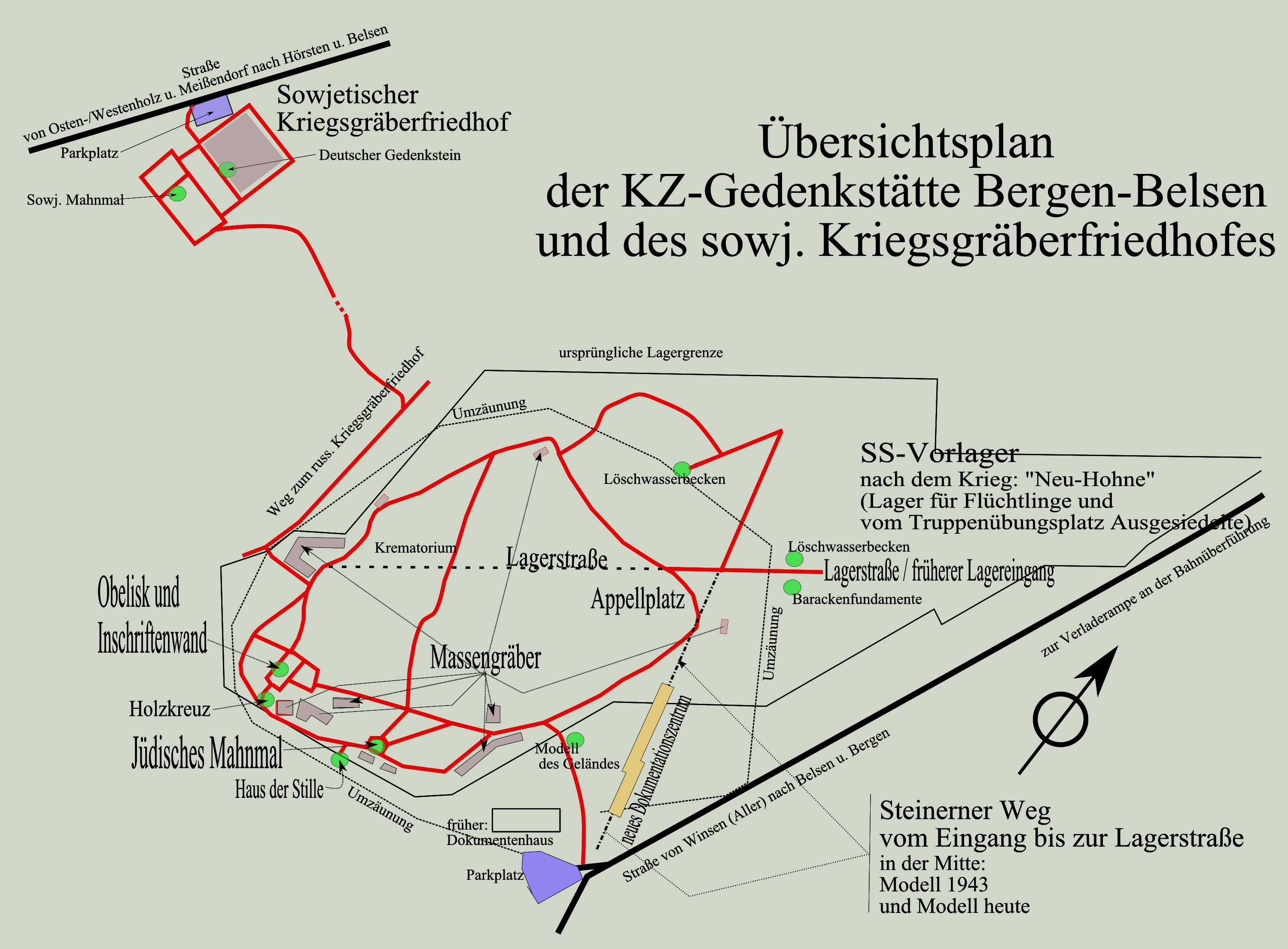
Übersichtsplan zum sowjetischen Kriegsgefangenenfriedhof und zur KZ-Gedenkstätte
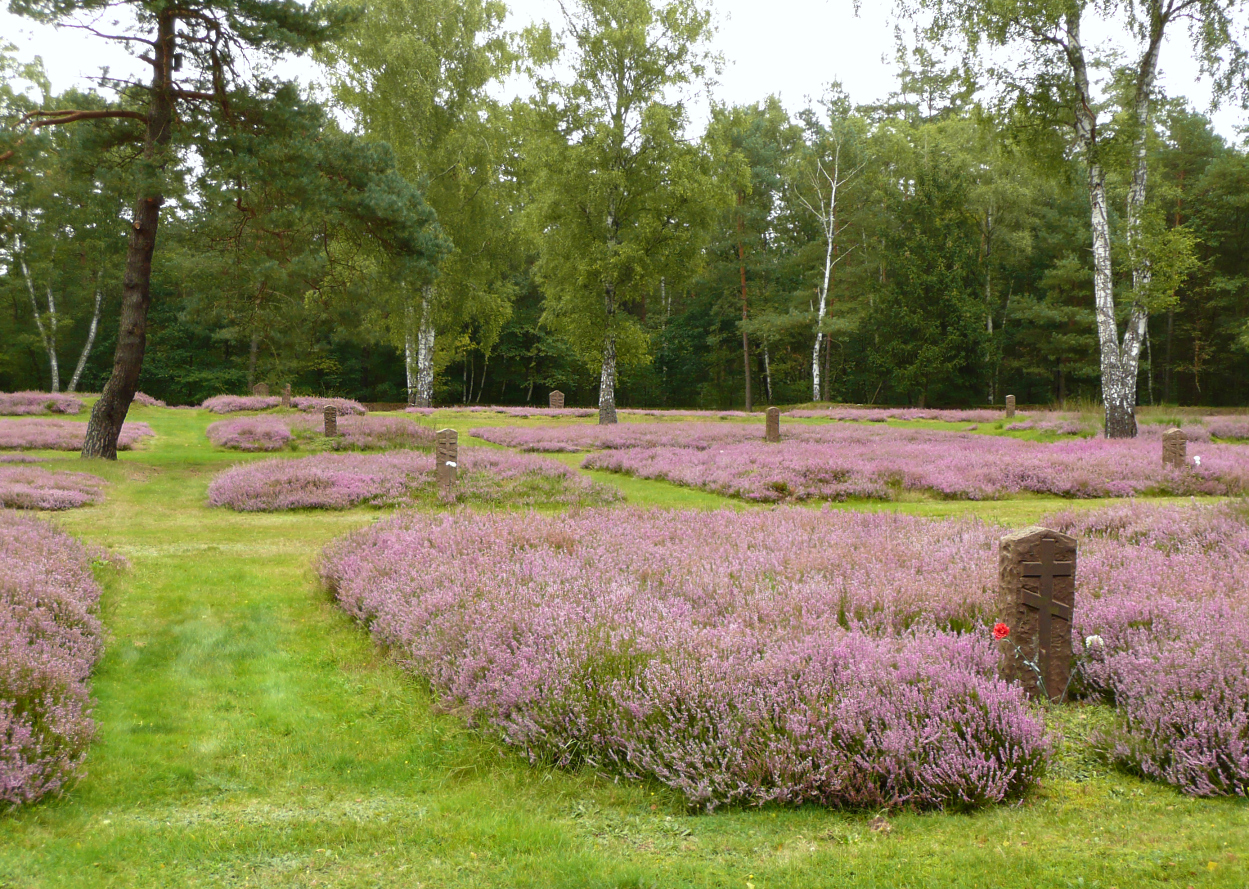
Massengräber auf dem sowjetischen Kriegsgefangenenfriedhof
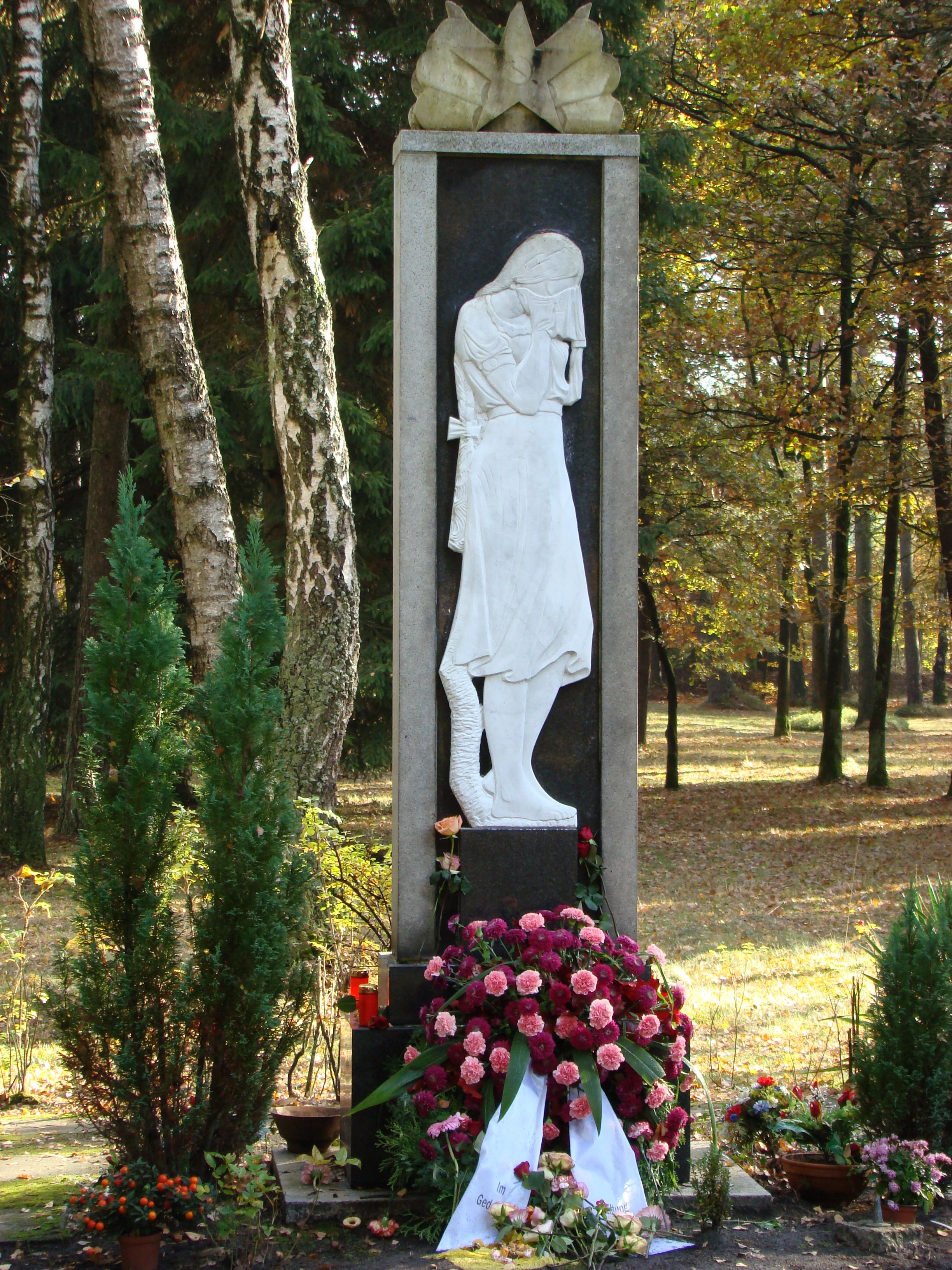
Sowjetisches Mahnmal auf dem Kriegsgefangenenfriedhof („Die Trauernde“ [Kopie] von M. Muchin[9])

## Aufenthaltslager Bergen-Belsen
Als Aufenthaltslager wurde der Lagerteil, der nun der Amtsgruppe D des SS-Wirtschaft-Verwaltungshauptamtes WVHA übertragen war, zwischen Ende Juni 1943 und Dezember 1944 bezeichnet. Dieses Lager war zunächst als „Zivilinterniertenlager Bergen-Belsen“ gegründet worden und sollte vorrangig solchen Juden vorbehalten sein, die als „Austauschjuden“ gegen deutsche Zivilisten dienen konnten, die im feindlichen Ausland interniert waren. Die ursprüngliche Bezeichnung wurde vom WVHA jedoch alsbald geändert, „da Zivilinterniertenlager gemäß der Genfer Konvention internationalen Kommissionen zur Besichtigung zugänglich sein“ mussten und man dieses vermeiden wollte.
Im Zweiten Weltkrieg tauschten die kriegführenden Staaten mehrfach einige von ihnen festgehaltene Zivilinternierte gegen eigene Staatsangehörige aus, die im jeweiligen Feindstaat interniert waren. Bemerkenswert ist in diesem Fall, dass die Nationalsozialisten zu Zeiten, in denen Juden in den Vernichtungslagern massenhaft ermordet wurden, im Aufenthaltslager Bergen-Belsen auch bestimmte Juden für einen Austausch bereitstellten.

### Planung
Bereits im Dezember 1941 und abermals im November 1942 hatte der Reichsführer SS Heinrich Himmler deutsche Zivilinternierte, die ursprünglich illegal nach Palästina eingewandert waren und von den Briten in Australien interniert worden waren, gegen Juden mit britischem Pass austauschen lassen. Das Auswärtige Amt und das Reichssicherheitshauptamt gedachten, 30.000 Juden mit Pässen oder Staatsangehörigkeitspapieren von „Feindstaaten“ oder solchen mit verwandtschaftlichen, politischen und kaufmännischen Beziehungen dorthin vorerst von der Deportation in den Osten auszunehmen und sie in einem Lager zu konzentrieren, wo sie für einige Zeit zum Austausch mit internierten Deutschen „zur Verfügung stehen“ sollten. Himmler griff diesen Plan auf und ordnete für das Frühjahr 1943 an, ein Lager für etwa 10.000 Juden zu errichten, die wegen ihrer Beziehungen zum Ausland als Austauschpersonen oder als Druckmittel bei der Beschaffung von Devisen und Rohstoffen zurückgestellt werden sollten. Andere dort Internierte besaßen die Staatsangehörigkeit neutraler oder verbündeter Staaten und sollten als Faustpfand für Wohlverhalten dienen.
Dieses Sonderlager wurde auf einem abgetrennten Geländeteil des Kriegsgefangenenlagers Stalag XI C/311 eingerichtet, das nur noch als Lazarett für sowjetische Kriegsgefangene der Region diente und diese Funktion auch bis 1945 beibehielt.
Die Errichtung des „Zivilinternierungslagers Bergen-Belsen“ wurde vom WVHA am 10. Mai 1943 bekannt gegeben. Mitte Juli 1943 kamen im nunmehr so bezeichneten „Aufenthaltslager Bergen-Belsen“ die ersten polnischen Juden an, von denen die meisten Pässe oder Staatsangehörigkeitspapiere lateinamerikanischer Staaten oder Einreisezertifikate für Palästina besaßen. In beiden Regionen waren seit Kriegsbeginn Deutsche interniert; es gab im deutschen Machtbereich kaum „nichtjüdische“ Personen aus diesen Regionen.

### Lagereinteilung des Aufenthaltslagers
Ein Baukommando von 600 Häftlingen wurde in einem abgetrennten „Häftlingslager“ untergebracht, das bis Anfang Februar 1944 bestand. Das „Aufenthaltslager“ war in vier Abschnitte eingeteilt, die durch Zäune abgetrennt waren. Die dort inhaftierten Gruppen waren voneinander isoliert und wurden unterschiedlich behandelt. Leiter des Lagers war bis Dezember 1944 der SS-Hauptsturmführer Adolf Haas.

#### Sternlager

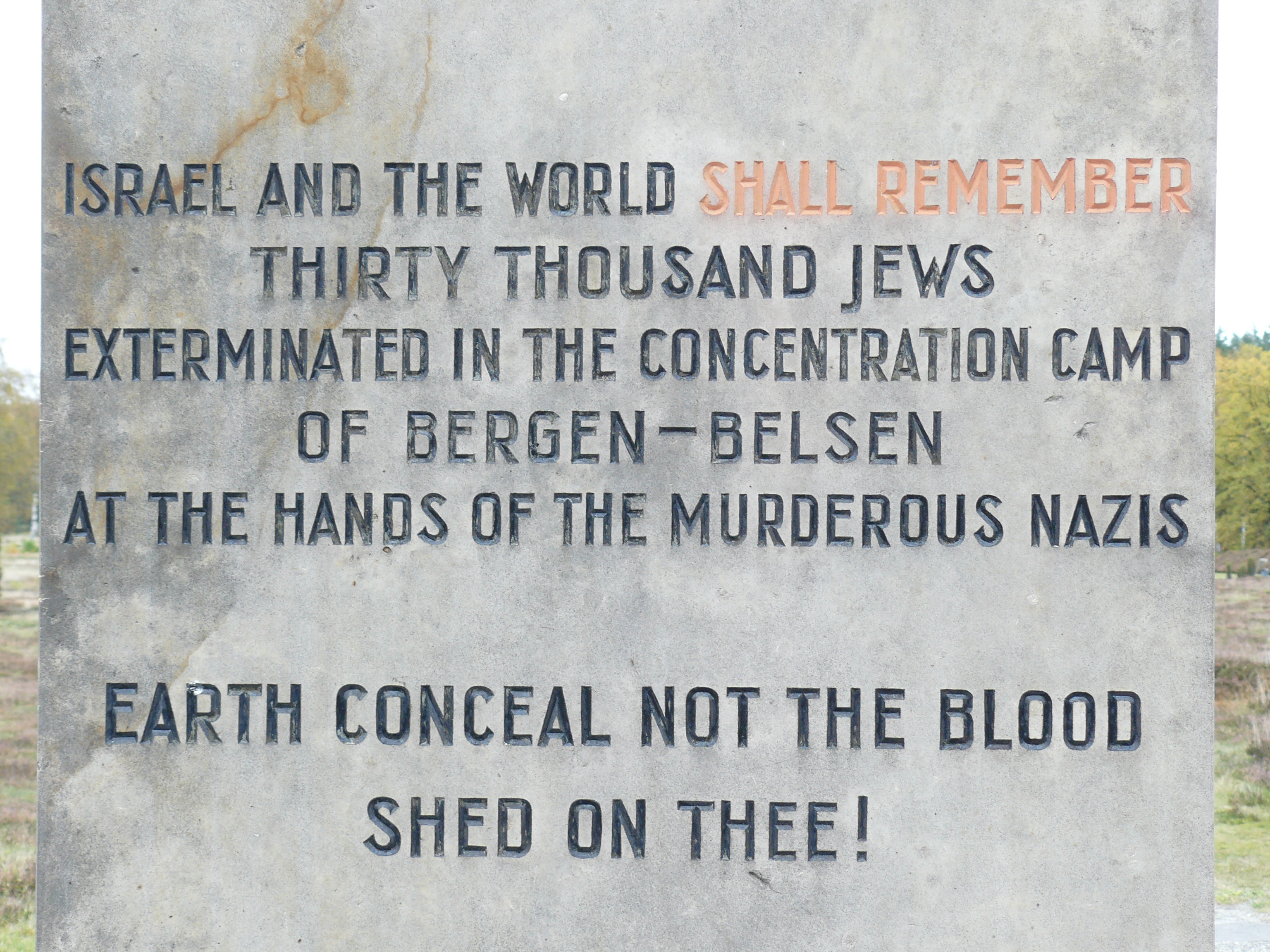
Jüdischer Gedenkstein vom 15. April 1946

Im „Sternlager“ waren Ende Juli 1944 etwa 4100 „Austauschjuden“ inhaftiert, darunter Juden aus Saloniki, sieben Transporte aus Westerbork, nordafrikanische Juden, kleine Gruppen französischer Juden, jugoslawische und albanische Juden aus Zagreb. Hier – wie auch in anderen Lagerteilen – waren auch Familien mit Kindern untergebracht. Die Internierten trugen Zivilkleidung mit aufgenähtem Judenstern, daher die Bezeichnung „Sternlager“. Ihre Ernährung war unzureichend. Es bestand Arbeitsverpflichtung, oft beim „Schuh-Kommando“. Hier mussten die Häftlinge alte Schuhe auseinandertrennen.
Von diesen Austauschjuden kam nur ein geringer Teil durch Austausch frei. Ende April 1944 reisten 222 Personen in einem Palästina-Austausch aus. 136 Personen mit Pässen lateinamerikanischer Staaten durften im Januar 1945 über die Schweiz ausreisen; andere wurden im Internierungslager von Biberach (Lager Lindele) zurückgehalten, weil zu wenig deutsche Internierte für den Austausch bereitstanden.

#### Neutralenlager
Im „Neutralenlager“ für Juden aus neutralen Staaten lebten 250 bis 360 Personen; neben Portugiesen und Argentiniern hauptsächlich Spanier und Türken. Die Lebensbedingungen waren deutlich besser als im „Sternlager“. Am 4. März 1945 konnten 105 Juden türkischer Staatsangehörigkeit über Schweden ausreisen.

#### Sonderlager
Im „Sonderlager“ waren rund 350 aus Polen deportierte Juden verschiedener Nationalitäten untergebracht, die offensichtlich von den Insassen des „Sternlagers“ abgesondert waren, um Kontakte zwischen den polnischen und den westeuropäischen Juden zu vermeiden, da Letztere über die Vernichtungslager im Osten von Polen nicht viele Kenntnisse besaßen. Aus diesem Grunde waren sie auch nicht in den Arbeitskommandos eingesetzt.

#### Ungarnlager
Im „Ungarnlager“ waren seit dem 8. Juli 1944 insgesamt 1683 ungarische Juden inhaftiert. Diese „Kasztner-Gruppe“ wurde im Austausch gegen Devisen und Waren wie Rohkaffee am 20. August 1944 beziehungsweise am 25. Januar 1945 in die Schweiz entlassen. Am 7. Dezember 1944 trafen 2200 ungarische Juden aus dem Durchgangslager Strasshof bei Wien ein, die wegen ihrer „bevorzugten Stellung“ nicht nach Auschwitz transportiert werden sollten.

### Schicksal der jüdischen Austauschhäftlinge
Insgesamt wurden annähernd 14.700 jüdische Häftlinge in den Jahren 1943/1944 in das KZ Bergen-Belsen, das „Aufenthaltslager“, gebracht. Von ihnen kamen rund 2560 durch Austausch frei. Für eine etwa gleich große Gruppe war das Aufenthaltslager nur eine Zwischenstation auf dem Weg in die Vernichtungslager: Ihre Staatsangehörigkeitsnachweise oder Einreisezertifikate wurden nicht anerkannt. Die meisten der im Aufenthaltslager internierten Juden wurden bis in die letzten Kriegstage als immer noch wertvolle „Verhandlungsmasse“ im Lager festgehalten. In den letzten Kriegsmonaten konnte von einer bevorzugten Behandlung jedoch keine Rede mehr sein.
Zum Schicksal einer Gruppe von 72 „austauschfähigen“ jüdischen Häftlingen ab November 1944 siehe auch Schloss Bad Wurzach, damals ein Internierungslager in Bad Wurzach.
Zwischen dem 6. und 11. April 1945 wurden die verbliebenen rund 7000 „Austauschjuden“ mit drei Transportzügen in das KZ Theresienstadt geschickt, um in eventuellen Verhandlungen mit den Briten und Amerikanern eingesetzt zu werden. Nur einer der Züge erreichte seinen Zielort. Der letzte der drei Transporte blieb nach einer zweiwöchigen Irrfahrt durch ganz Deutschland in der Nähe der brandenburgischen Gemeinde Tröbitz stehen und wurde am 23. April 1945 von vorrückenden Truppen der Roten Armee befreit. 550 Insassen dieses „verlorenen Zugs“ überlebten die Fahrt nicht.

## Konzentrationslager Bergen-Belsen

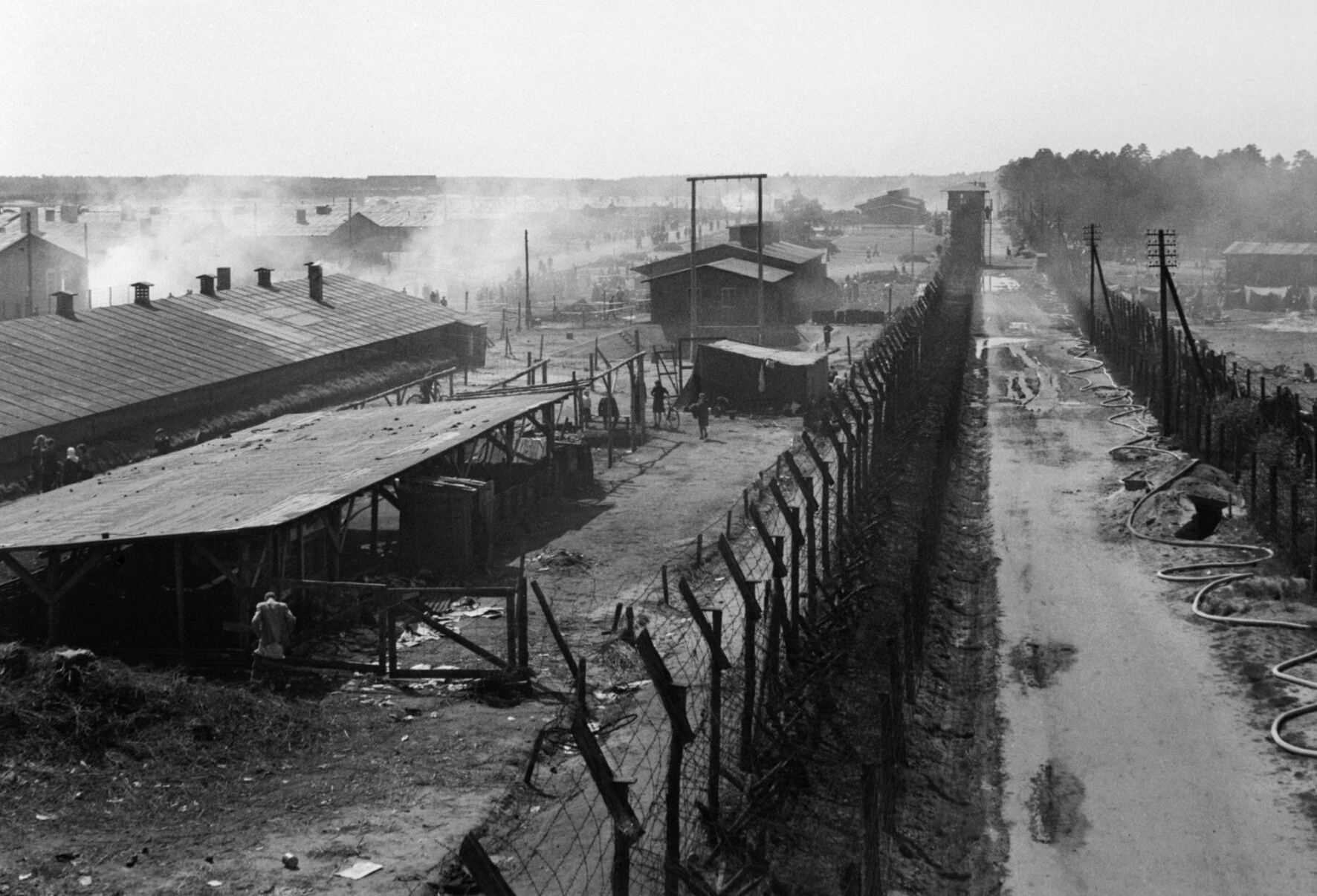
Trasse trennt KZ-Gelände (links) von Lazarett-Bereich (rechts)

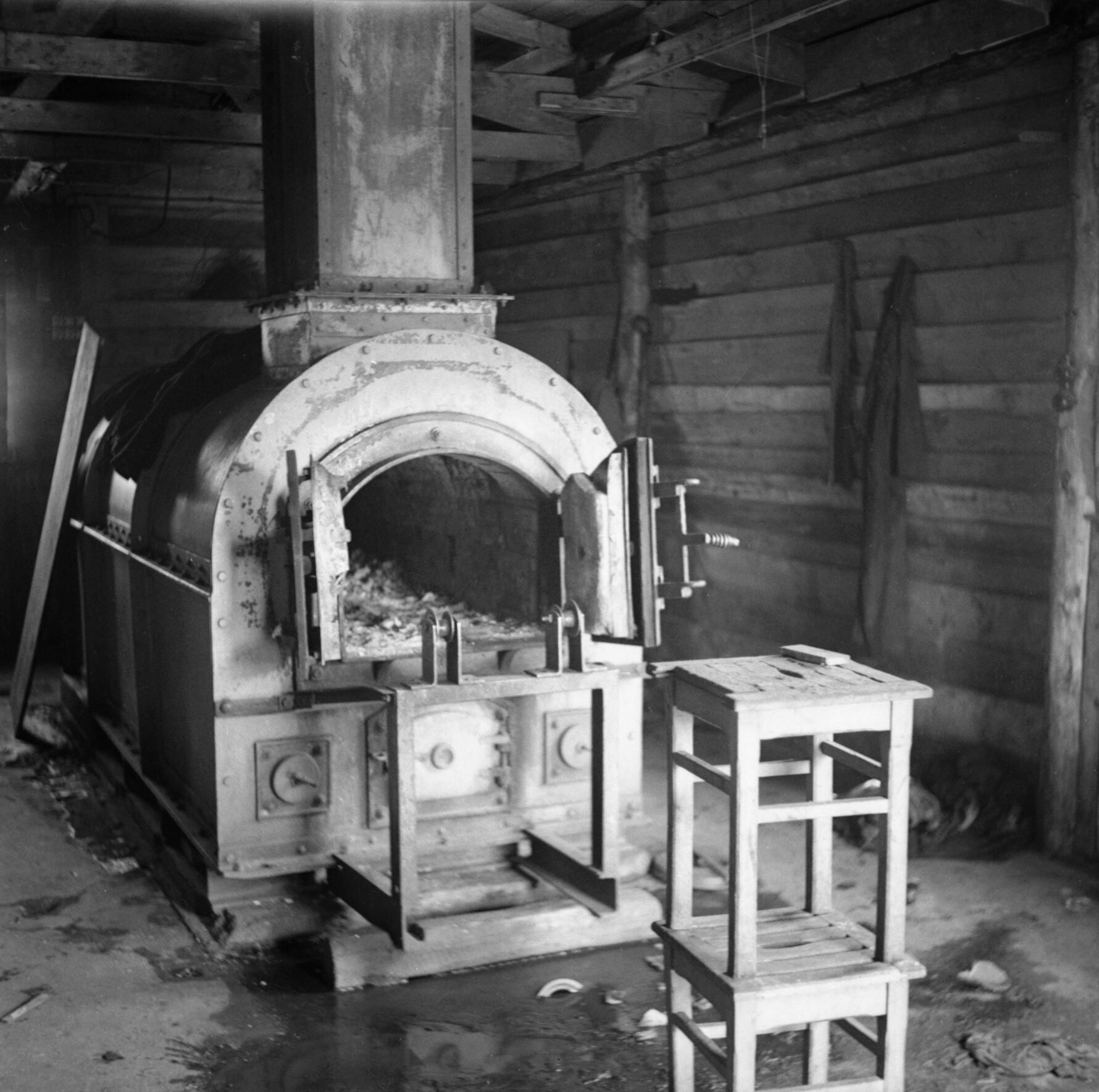
Krematoriumsofen der Firma H. Kori, April 1945

Von März 1944 an wurden Häftlinge aufgenommen, die in anderen Lagern als „nicht mehr arbeitsfähig“ ausgesondert waren; die „Austauschjuden“ wurden in andere Baracken umverteilt. Aus dem stetig erweiterten Teil des ehemaligen „Häftlingslagers“ wurde nunmehr ein „Erholungslager“ (so die euphemistische Bezeichnung des Sterbelagers im SS-Jargon). Denn tatsächlich fehlten ausreichende ärztliche Hilfe und angemessene Verpflegung, um die aufgenommenen Kranken gesundheitlich wiederherzustellen. Vielmehr wurden zahlreiche Häftlinge durch Injizieren tödlicher Substanzen („Abspritzen“) ermordet oder fielen dem geduldeten Terror von kriminellen Funktionshäftlingen zum Opfer.
Von August 1944 an wurde dem Lager eine dritte Funktion als „Einweisungslager“ oder „Durchgangslager“ zugewiesen. An zentraler Stelle sollten Rüstungsfirmen geeignete Zwangsarbeiterinnen auswählen. Mehrere tausend „arische“ polnische Frauen, teils mit Kindern, wurden auf einer Freifläche in Zelten untergebracht. Kurz danach trafen eintausend Frauen aus Auschwitz ein. Im Herbst wurden die Zelte im Sturm zerstört; bis zum Aufbau von zusätzlichen Baracken mussten die Häftlinge sich in den vorhandenen Unterkünften und Magazinen zusammendrängen. Bis zur Befreiung waren 12.500 Frauen Gefangene dieses Durchgangslagers, von denen etwa 10.000 zur Zwangsarbeit in Außenlager weitertransportiert wurden. In diesen Lagerteil kamen auch Anne Frank, Hannah Pick-Goslar und das Mädchenorchester von Auschwitz.
Als von Dezember 1944 an Evakuierungstransporte aus frontnahen Konzentrationslagern eintrafen, wurde das Lager Bergen-Belsen um den bislang von der Wehrmacht verwalteten Teil des Kriegsgefangenenlazaretts erweitert und im Januar 1945 als „Großes Frauenlager“ genutzt.
Zwischen Dezember 1944 und März 1945 trafen 6000 bis 7000 kranke und erschöpfte männliche Häftlinge aus dem KZ Sachsenhausen, 5000 bis 6000 von Außenlagern des KZ Buchenwald sowie weitere aus dem KZ Dora-Mittelbau und den Außenlagern der KZ Natzweiler und KZ Flossenbürg im Lager ein. Einzelne Baracken des „Häftlingslagers II“ waren mit 1500 Menschen belegt; weder Trinkwasserleitung noch Waschgelegenheiten waren vorhanden.
Im Dezember 1944 hatte das nun vom Kommandanten SS-Hauptsturmführer Josef Kramer geleitete Lager 15.257 Insassen und wurde vom WVHA offiziell als „Konzentrationslager Bergen-Belsen“ geführt. Weitere „Evakuierungszüge“ aus frontnahen Lagern trafen in rascher Folge ein. Unterbringungsmöglichkeiten, sanitäre Einrichtungen und Verpflegung reichten in keiner Weise. Seuchen brachen aus; zuletzt gab es kein Essen mehr.
Die Entwicklung der Belegstärke ist nur in groben Zügen zu rekonstruieren. Am 1. Januar 1945 waren 18.465 Häftlinge im Lager, am 15. Januar 22.286, am 1. März 41.520, am 15. März 45.117. Allein im März 1945 zählte man in Bergen-Belsen 18.168 Tote. Bis Mitte April kamen rund 35.000 Menschen um. Das Massensterben ging auch nach der Befreiung weiter.

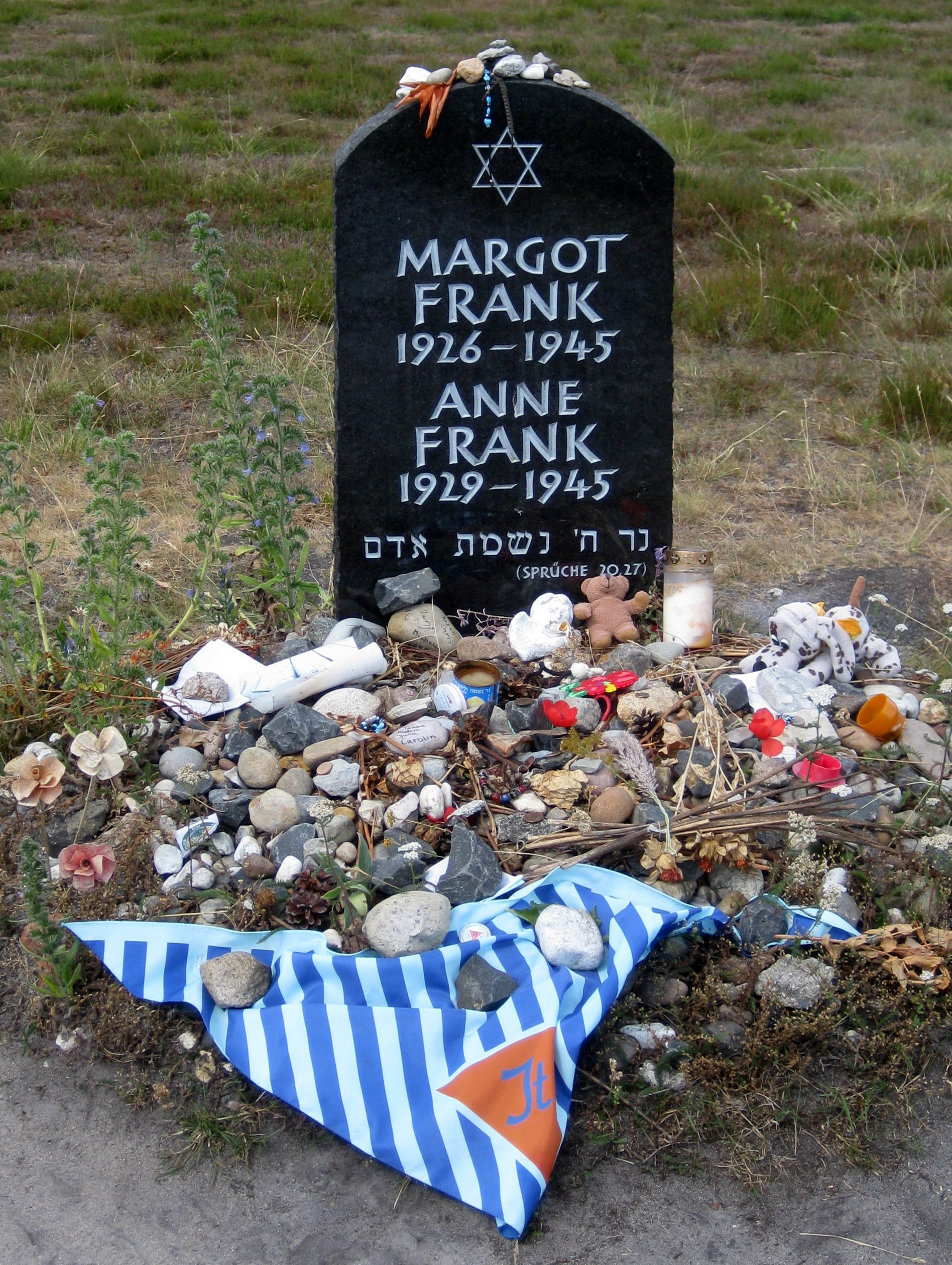
Gedenkstein für Anne und Margot Frank auf dem Friedhof des historischen Lagergeländes

Bis in die 1990er-Jahre kursierten in englischsprachigen Veröffentlichungen weit überhöhte Zahlenangaben für Inhaftierte und Verstorbene in Bergen-Belsen. Auf der anderen Seite polemisierte Hellmut Diwald gegen angebliche „bewusste Irreführungen, Täuschungen und Übertreibungen“ und nannte unbelegt eine Zahl von 7000 Sterbefällen bis zur Befreiung. Gründliche Nachforschungen haben zu fundierten Zahlen geführt. Die britischen Truppen fanden rund 60.000 Häftlinge vor. Rund 14.000 von ihnen starben noch nach der Befreiung. Die Gesamtzahl der Todesopfer in Bergen-Belsen (einschließlich dieser 14.000) wird auf 50.000 berechnet. Die Gesamtzahl aller Häftlinge Bergen-Belsens wird auf 110.000 bis 120.000 geschätzt; dabei sind auch diejenigen einbezogen, für die das Lager nur eine Durchgangsstation war.

### Außenlager
Zum KZ Bergen-Belsen gehörten zeitweilig drei Außenlager. Im Außenlager Benefeld waren zwischen Anfang September bis Oktober 1944 etwa 600 polnische Jüdinnen bei der Sprengstofffabrik Eibia eingesetzt. Im Außenlager Hambühren (auch „Hambühren-Ovelgönne“ oder „Waldeslust“ genannt) arbeiteten ab August 1944 bis zum 4. Februar 1945 rund 400 jüdische Frauen beim Untertageausbau eines Salzstocks, beim Gleisbau und beim Aufbau von Baracken. Im
Außenlager Unterlüß (auch „Tannenberg“ genannt) waren ab Ende August 1944 bis zum 13. April 1945 bis zu 900 Frauen untergebracht, die zum größten Teil beim Straßen- und Gleisbau arbeiteten und zum Teil in einer Munitionsfabrik.

## Befreiung

### Abtransport der Häftlinge beim Näherkommen der britischen Truppen
Als sich britische und kanadische Truppen dem Lager näherten, wurden zwischen dem 6. und 11. April 1945 noch vier Transportzüge mit insgesamt rund 6800 jüdischen Häftlingen zusammengestellt, die als „Austauschhäftlinge“ zurückgehalten worden waren. Ziel war das KZ Theresienstadt. Nur der zweite Zug erreichte es. Der letzte dieser drei Transporte wird als der Verlorene Zug bezeichnet.

### Lokaler Waffenstillstand und Übergabe an die Briten

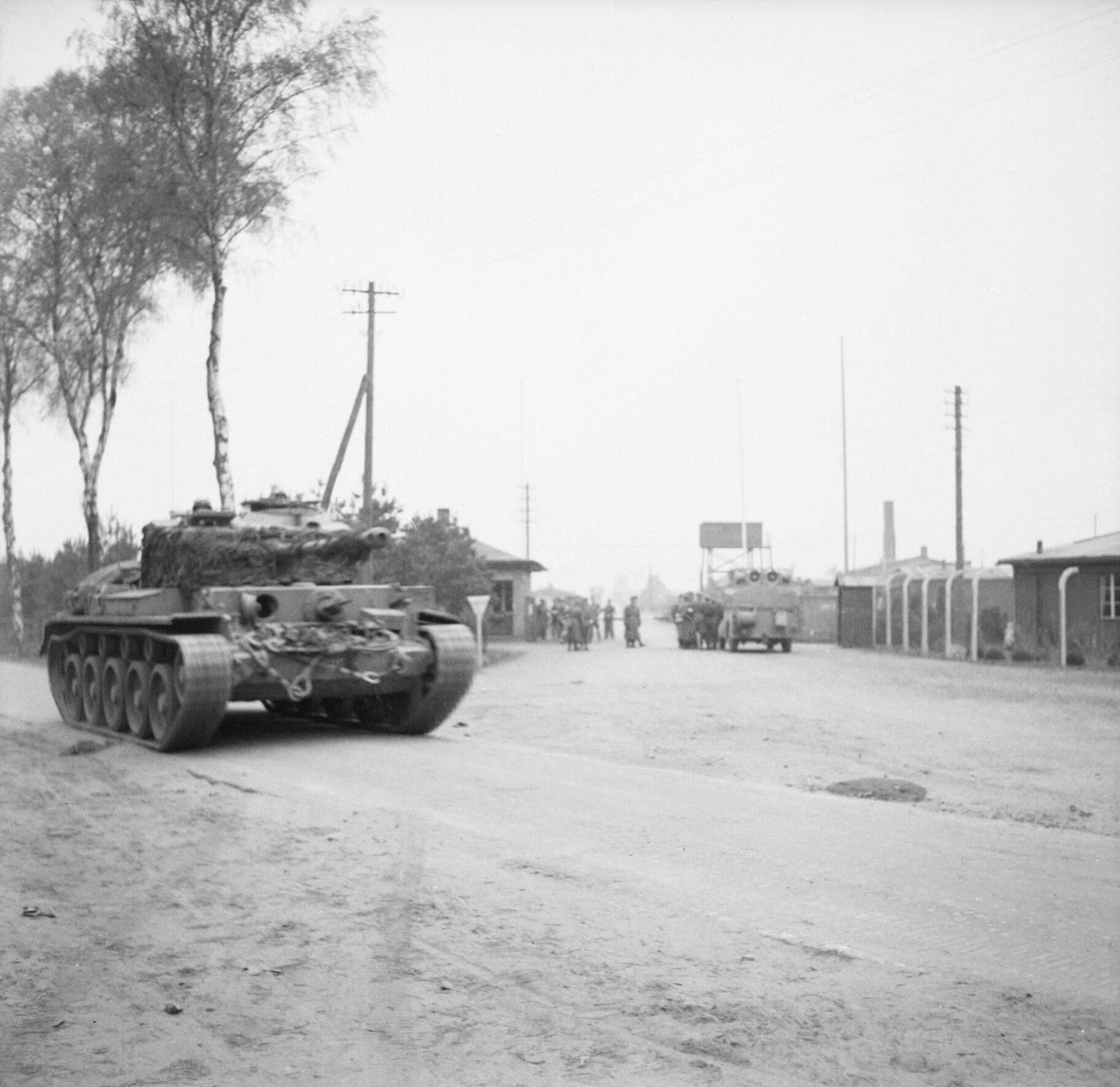
Die 11. Panzerdivision der britischen Armee erreicht das KZ Bergen-Belsen am 15. April 1945

In einem bis dahin einmaligen Vorgang kam es in der Nacht vom 12. auf den 13. April 1945 zu einem lokalen Waffenstillstandsabkommen zwischen der Wehrmacht und den vorstoßenden britischen Truppen. Die Fleckfieberepidemie im Lager ließ eine Evakuierung nicht zu, und Himmler hatte einer kampflosen Übergabe des Lagers zugestimmt. Den Angehörigen der Wehrmacht, die das Lager und die Kasernen des Truppenübungsplatzes bis zur Übergabe sichern sollten, wurde freier Abzug versprochen; für das SS-Wachpersonal war diese Zusicherung nicht eindeutig formuliert.
Am 15. April 1945  besetzte die 11. Panzerdivision der British Army das Konzentrationslager. Es erfolgte die Übergabe des neutralisierten Gebietes. Oberst Taylor, der Kommandant des 63. britischen Panzerabwehrregiments erhielt das Amt des Lagerkommandanten. Auf dem Gelände befanden sich noch rund 60.000 ausgezehrte Häftlinge. Die Befreier fanden zahlreiche unbestattete Leichen und zum Skelett abgemagerte, todkranke Menschen vor. Bergen-Belsen wurde daher zum „Symbol für die schlimmsten Gräuel und die unmenschliche Barbarei des nationalsozialistischen Konzentrationslagersystems“, insbesondere in Großbritannien, dessen Truppen es befreiten und die Rettungsmaßnahmen für die Überlebenden einleiteten.
Der britische Militärarzt Hugh Llewellyn Glyn Hughes, später Leiter der Rettungs- und Rehabilitierungsmaßnahmen, schrieb:

„Kein Bericht und keine Fotografie kann den grauenhaften Anblick des Lagergeländes hinreichend wiedergeben… An zahlreichen Stellen waren die Leichen zu Stapeln von unterschiedlicher Höhe aufgeschichtet… Überall im Lager lagen verwesende menschliche Körper… [Die Baracken] waren überfüllt mit Gefangenen in allen Stadien der Auszehrung und der Krankheit.“

Unmittelbar nach der Übergabe versuchten verhungernde Häftlinge die Vorratslager zu plündern und wurden von ungarischen Wehrmachtsangehörigen beschossen. Gleichzeitig wurden verhasste Funktionshäftlinge verprügelt und erschlagen. Eine größere britische Sanitätseinheit kam am 17. April im Lager an. Ebenfalls am 17. April 1945 wurde das SS-Lagerpersonal verhaftet und bei dem Konzentrationslager in Zelten untergebracht. Die SS-Männer und weiblichen Angehörigen des SS-Gefolges mussten schließlich mithelfen, die zu Tausenden auf dem Lagergelände herumliegenden Leichen in Massengräbern zu bestatten. Die verseuchten Baracken wurden nach und nach bis Mitte Mai geräumt und abgebrannt. Der BBC-Kriegsberichterstatter Richard Dimbleby schilderte in einem am 19. April ausgestrahlten Radiobericht erstmals für die meisten englischen Zuhörenden, welche Zustände er am 15. hinter dem Lagerzaun angetroffen hat.

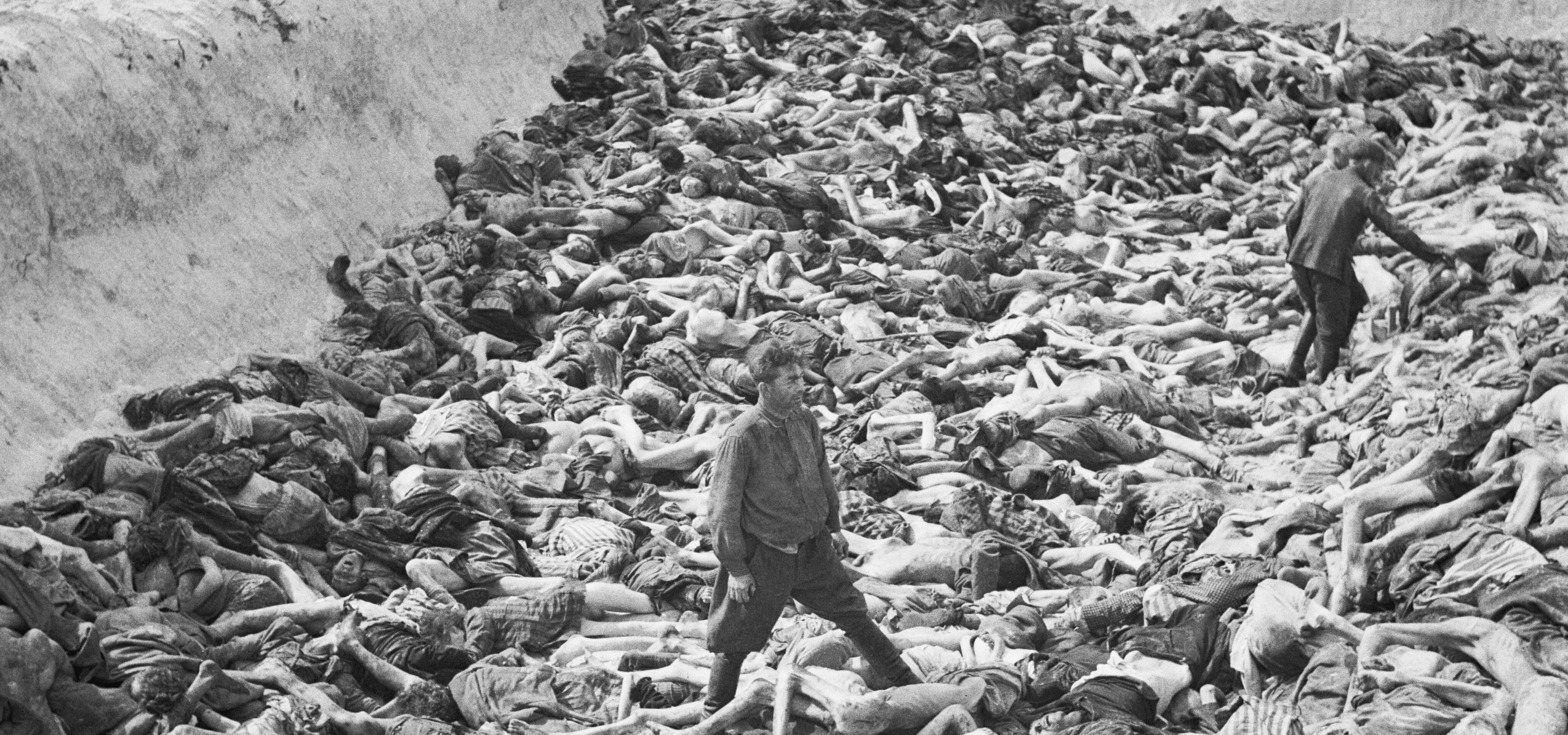
Massengrab, der ehemalige KZ-Lagerarzt Fritz Klein muss helfen, die Toten zu bestatten
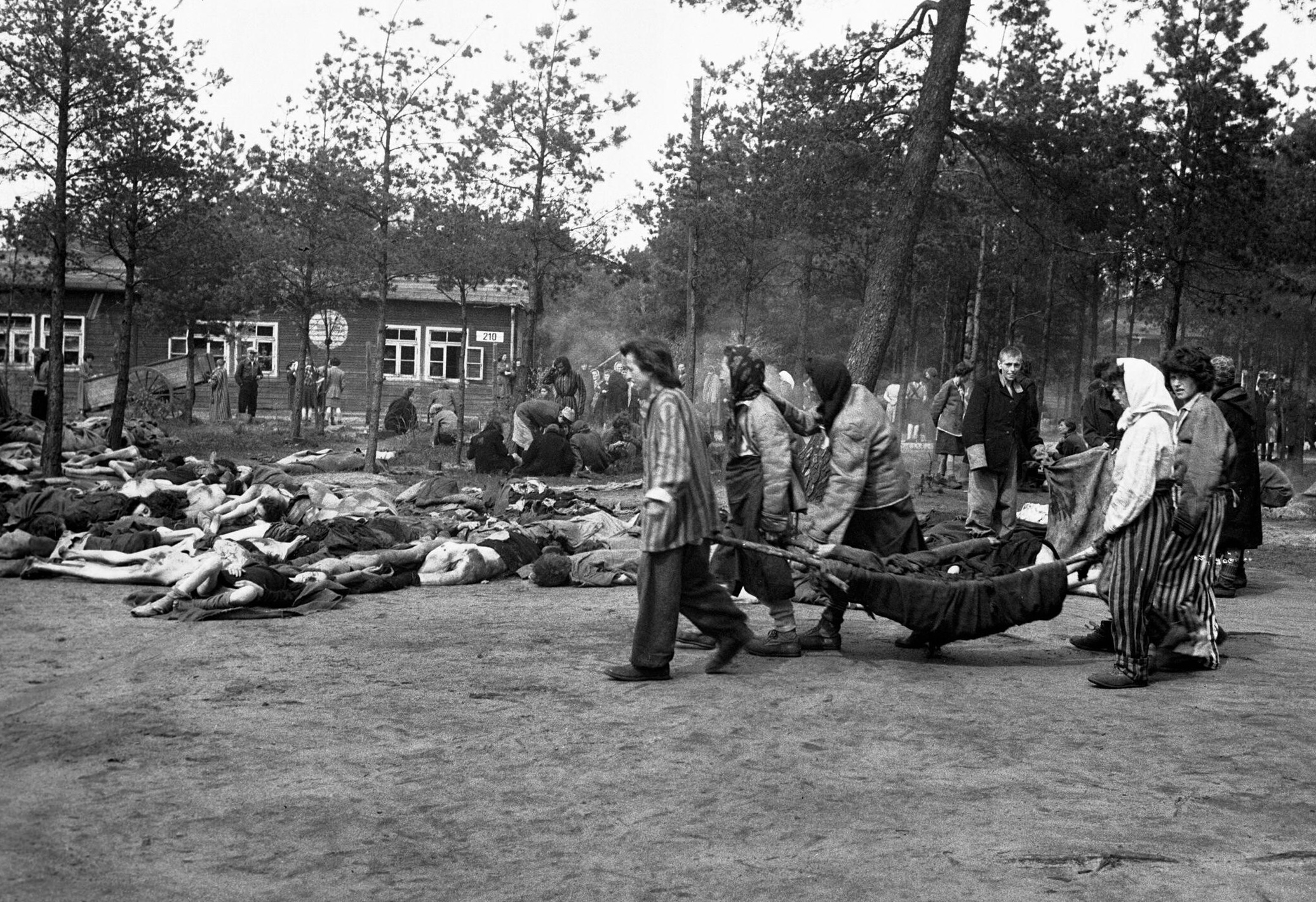
Befreite Häftlinge tragen am 17. April 1945 aus den Baracken die Toten heraus
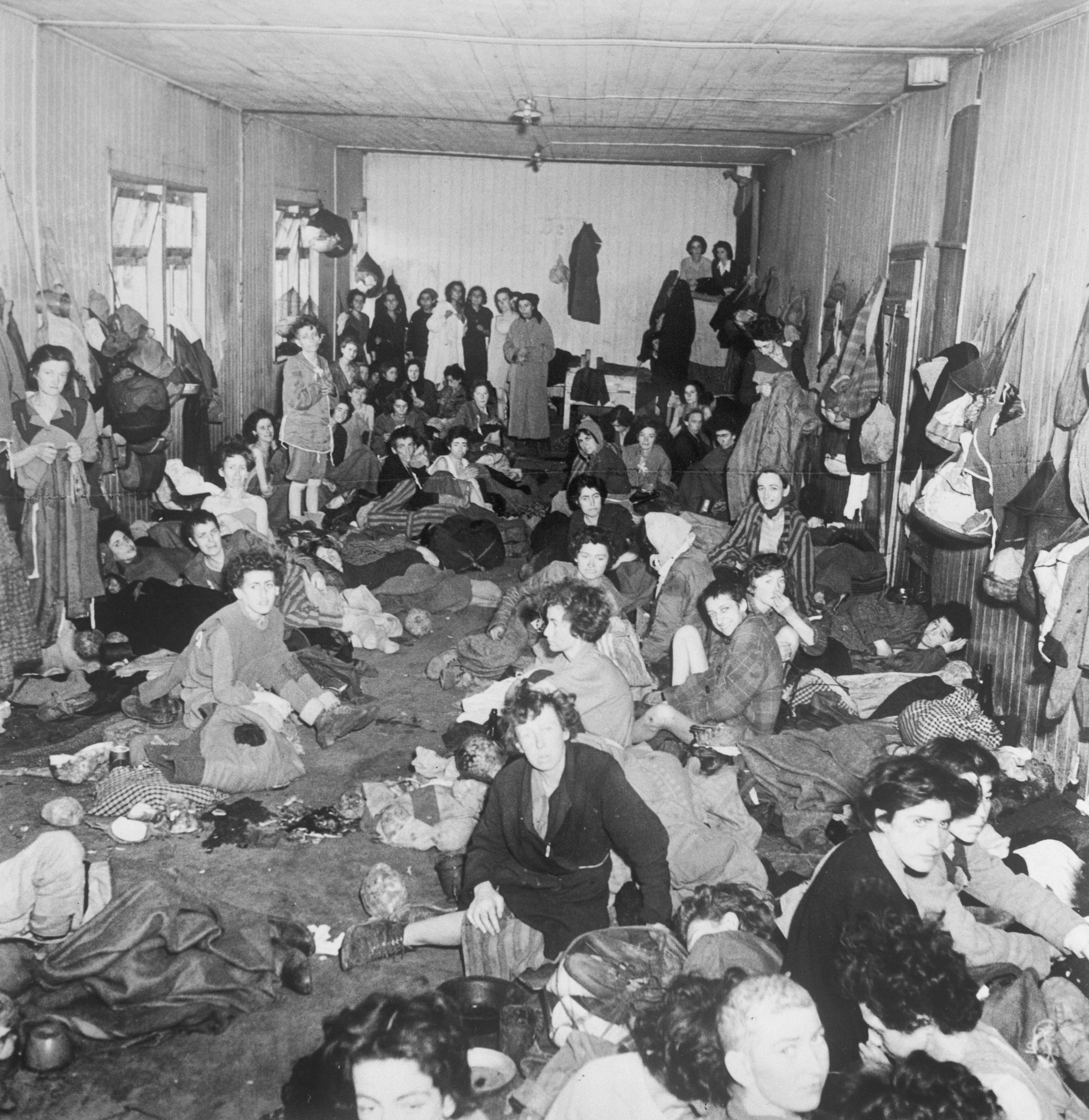
Blick in eine Baracke des KZ Bergen-Belsen, im April 1945 aufgenommen
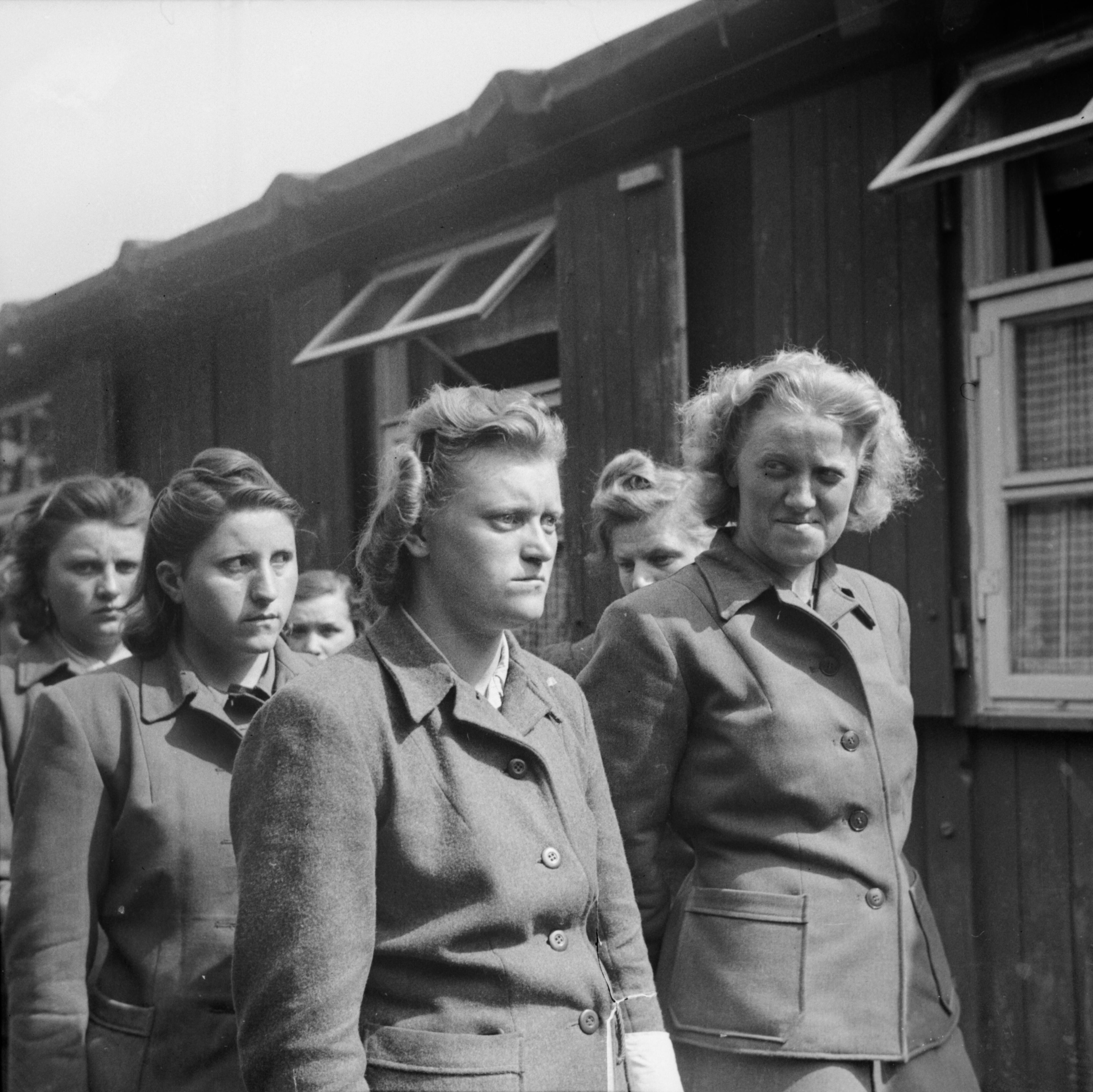
Gefangene Aufseherinnen des SS-Gefolges, darunter Hildegard Kanbach (1. von links), Irene Haschke (Zentrum, 3. von rechts), Elisabeth Volkenrath (2. von rechts, teilweise verdeckt), Hertha Bothe (1. von rechts), am 19. April 1945 auf dem Weg zur Bestattung der Opfer
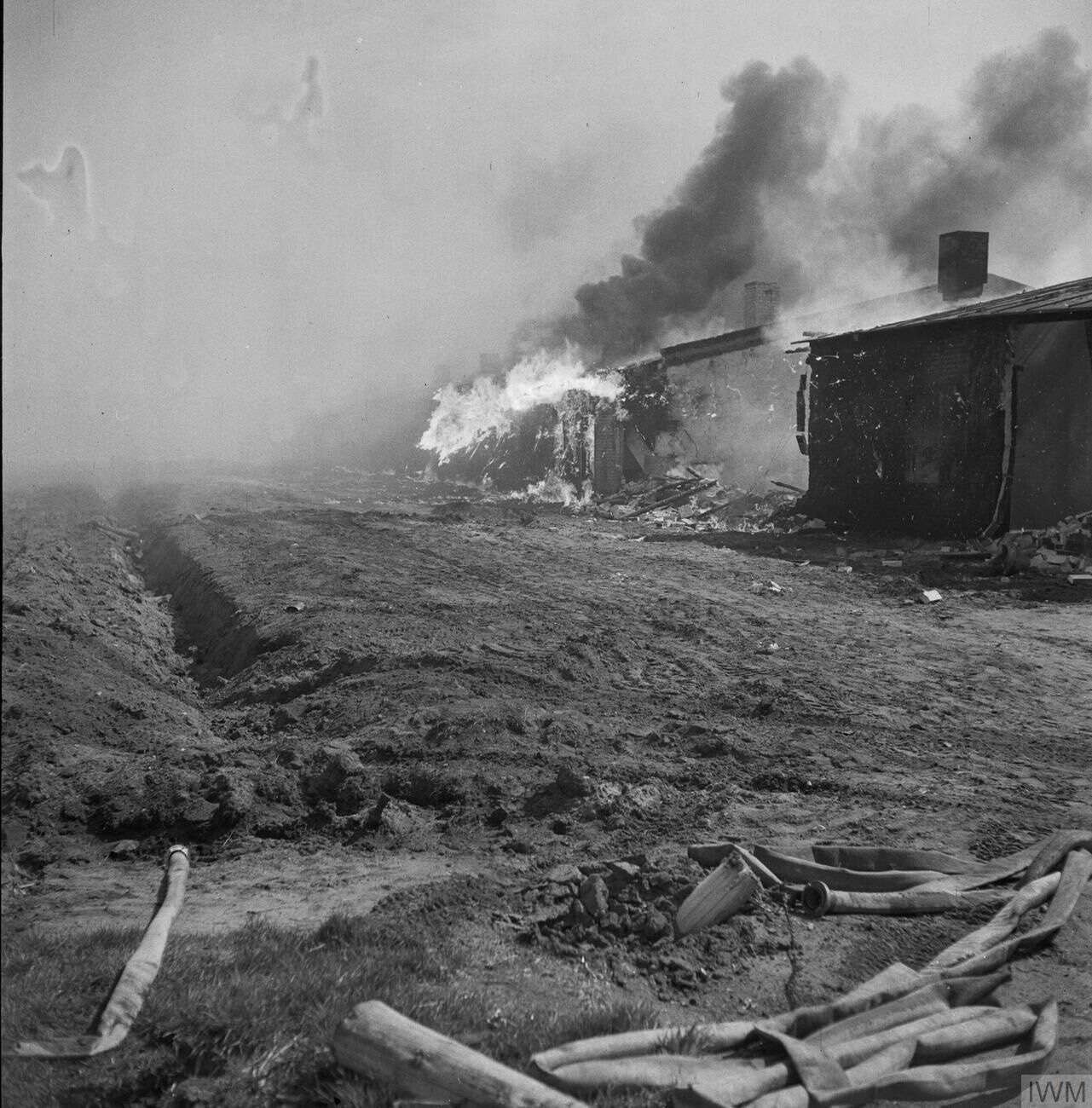
Abbrennen der Baracken

### Gedenken, Notlazarett, Displaced-Person-Camp für die Überlebenden

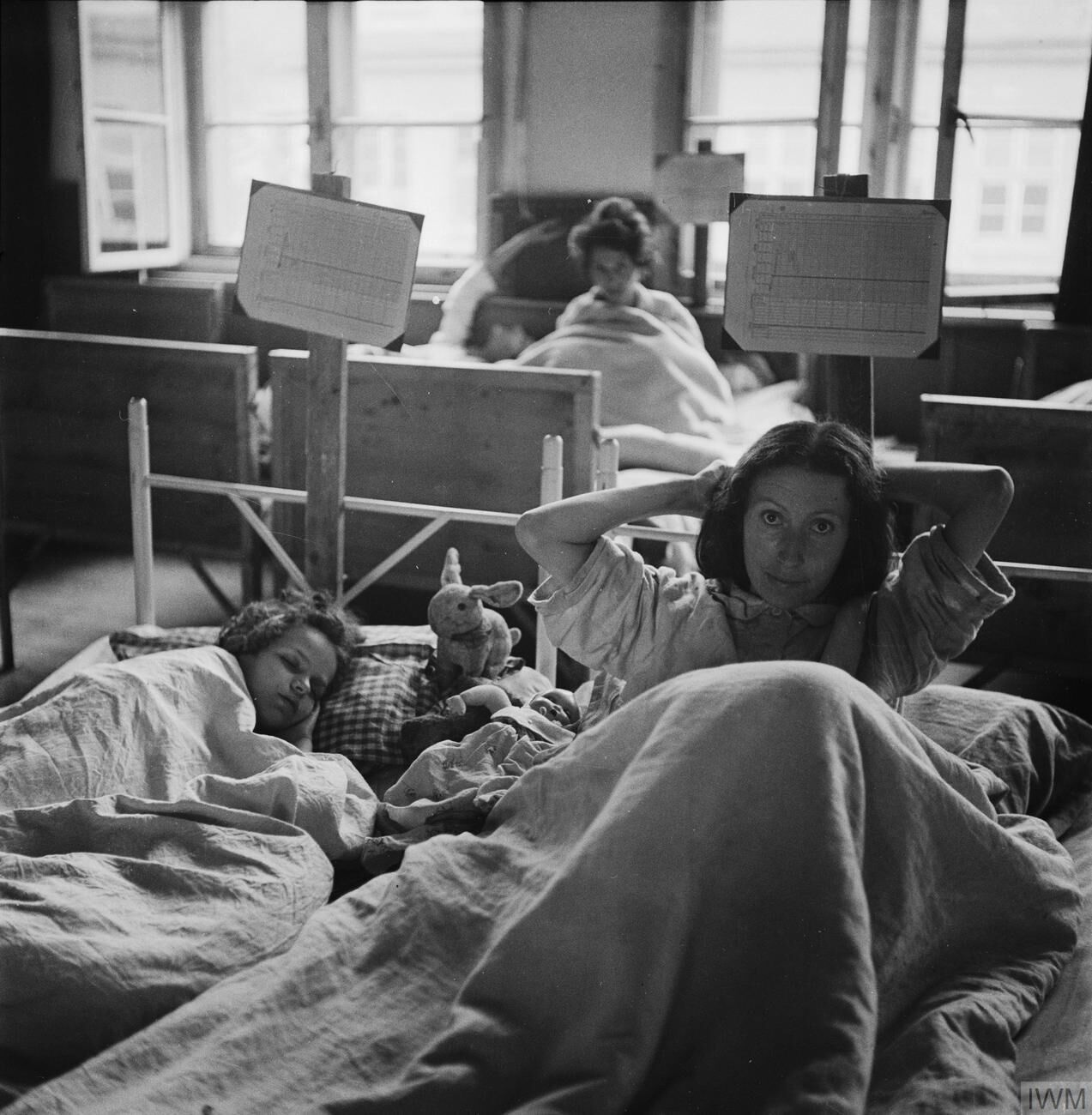
Notlazarett im Kasernengelände

Im Rahmen eines ökumenischen Gottesdienstes errichteten Überlebende des KZ Bergen-Belsen am 16. April 1945, einen Tag nach ihrer Befreiung, ein einfaches Birkenkreuz und gedachten der umgebrachten Kinder, Frauen und Männer.
An der gleichen Stelle wie im April ersetzten am 2. November 1945 polnische Überlebende, die jetzt in den ehemaligen Kasernen von Bergen-Hohne lebten, das Birkenkreuz durch ein größeres Holzkreuz. Dieses wurde zwar im Laufe der Jahre mehrfach erneuert, ist jedoch immer in der gleichen Form und Größe bis heute erhalten geblieben.
Überlebende des Lagers wurden in nahe gelegenen ehemaligen Wehrmachtskasernen untergebracht. In den als Notlazarette eingerichteten Räumen wurden sie medizinisch versorgt. Im Sommer 1945 wurden die restlichen Häftlinge/Displaced Persons (DP) zur weiteren stationären Behandlung in das ehemalige Wehrmachslazarett verlegt. Das Krankenhaus wurde inzwischen nach dem britischen Sanitätsoffizier Brigadegeneral Hugh Llewellyn Glyn Hughes „Glyn Hughes Hospital“ benannt. Trotz aller Bemühungen verstarben noch rund 14.000 der geschwächten und kranken ehemaligen Häftlinge. Das polnische Lager wurde im Sommer 1946 aufgelöst. Nach der Gründung des Staates Israel 1948 durften die Juden in kleinen Kontingenten ausreisen. Das jüdische Lager wurde 1951 geschlossen.

## Bildergalerie

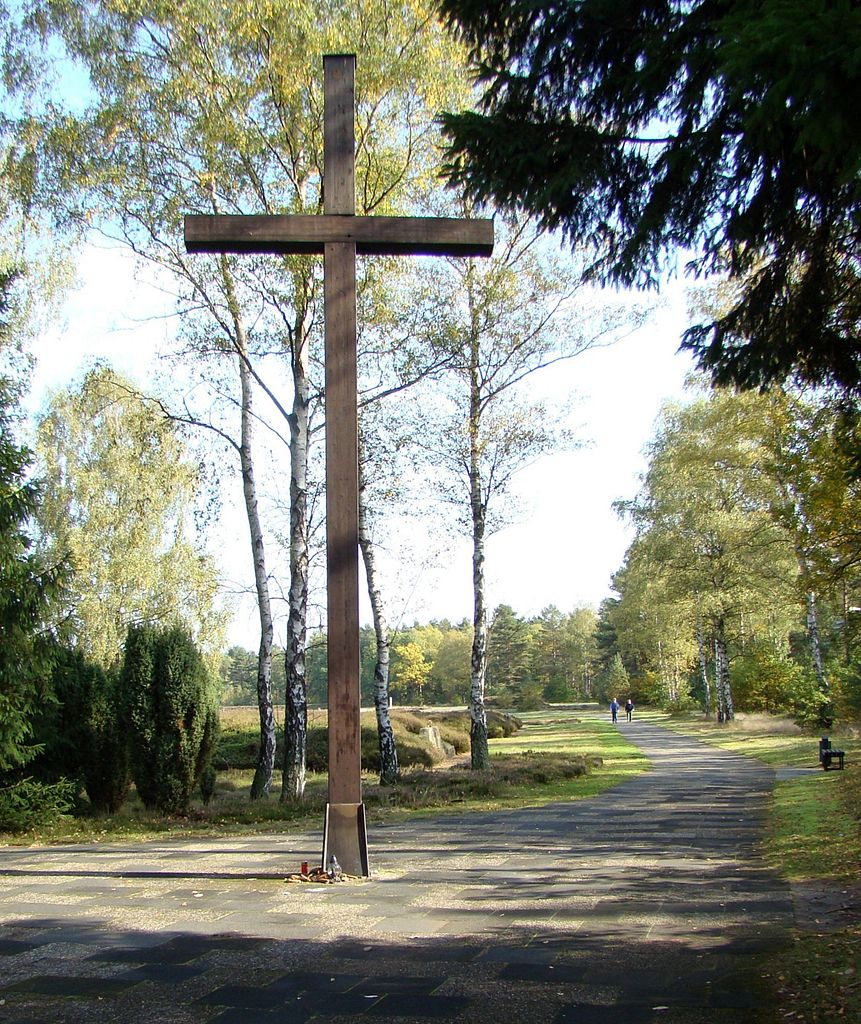
Polnisches Holzkreuz, das älteste Mahnmal, errichtet von Bewohnern des polnischen DP-Camps
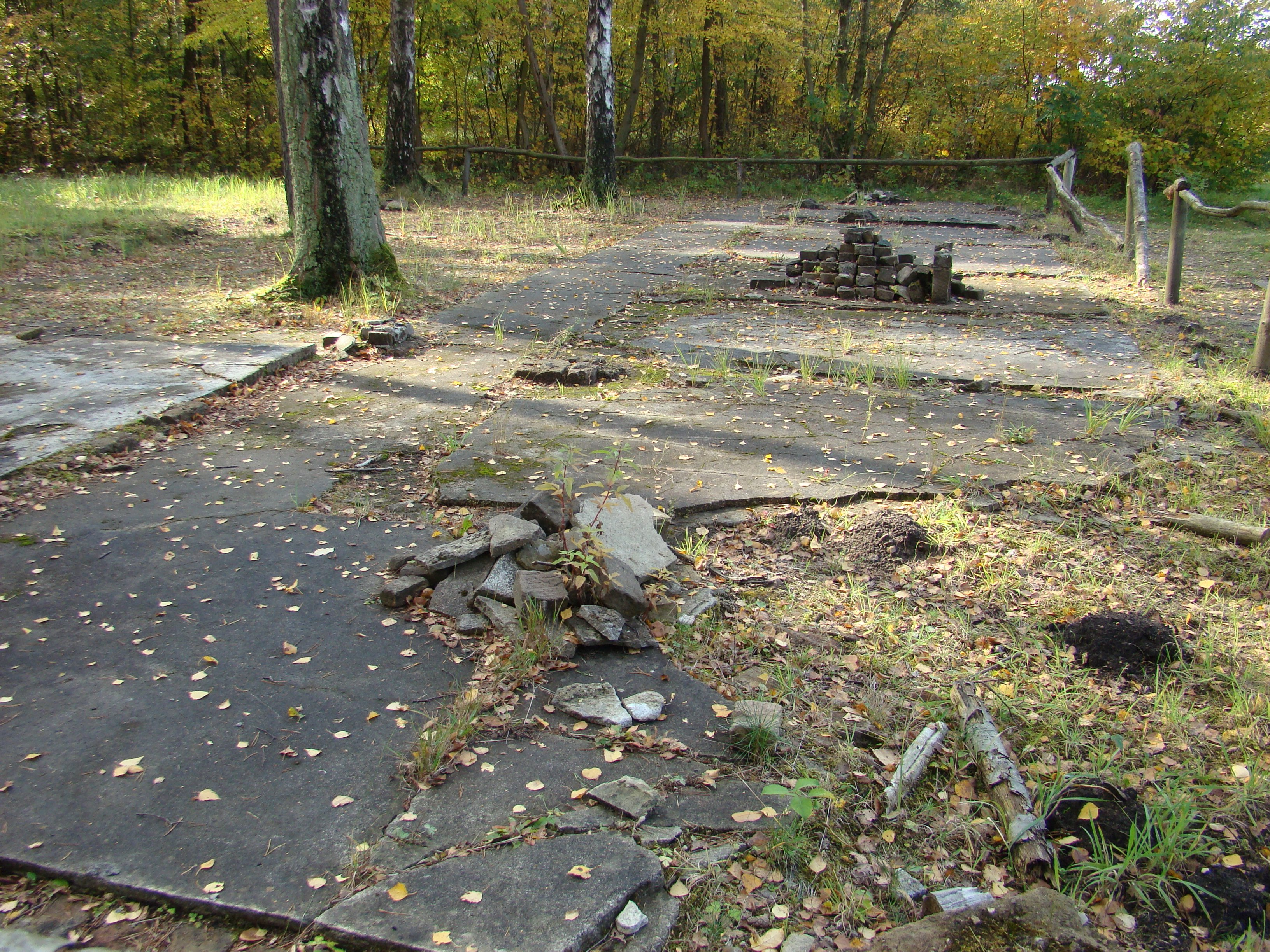
Bauliche Reste der ehemaligen Baracke 9 des Häftlingslagers
Eines der Massengräber für 1000 Tote
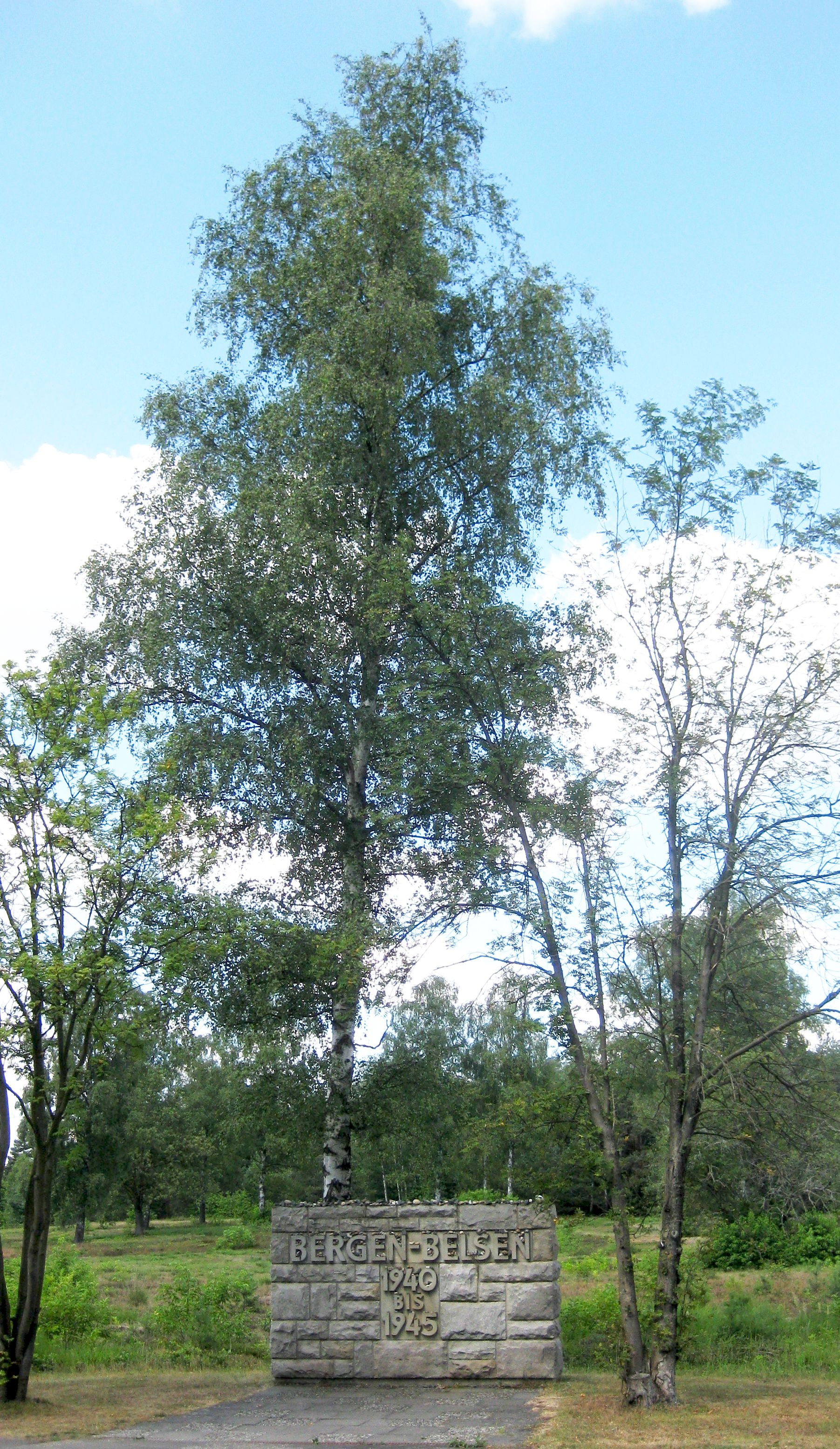
Kurz vor dem Gedenkstein am Eingang zum historischen Lagergelände des KZs Bergen-Belsen verlief die Lagergrenze
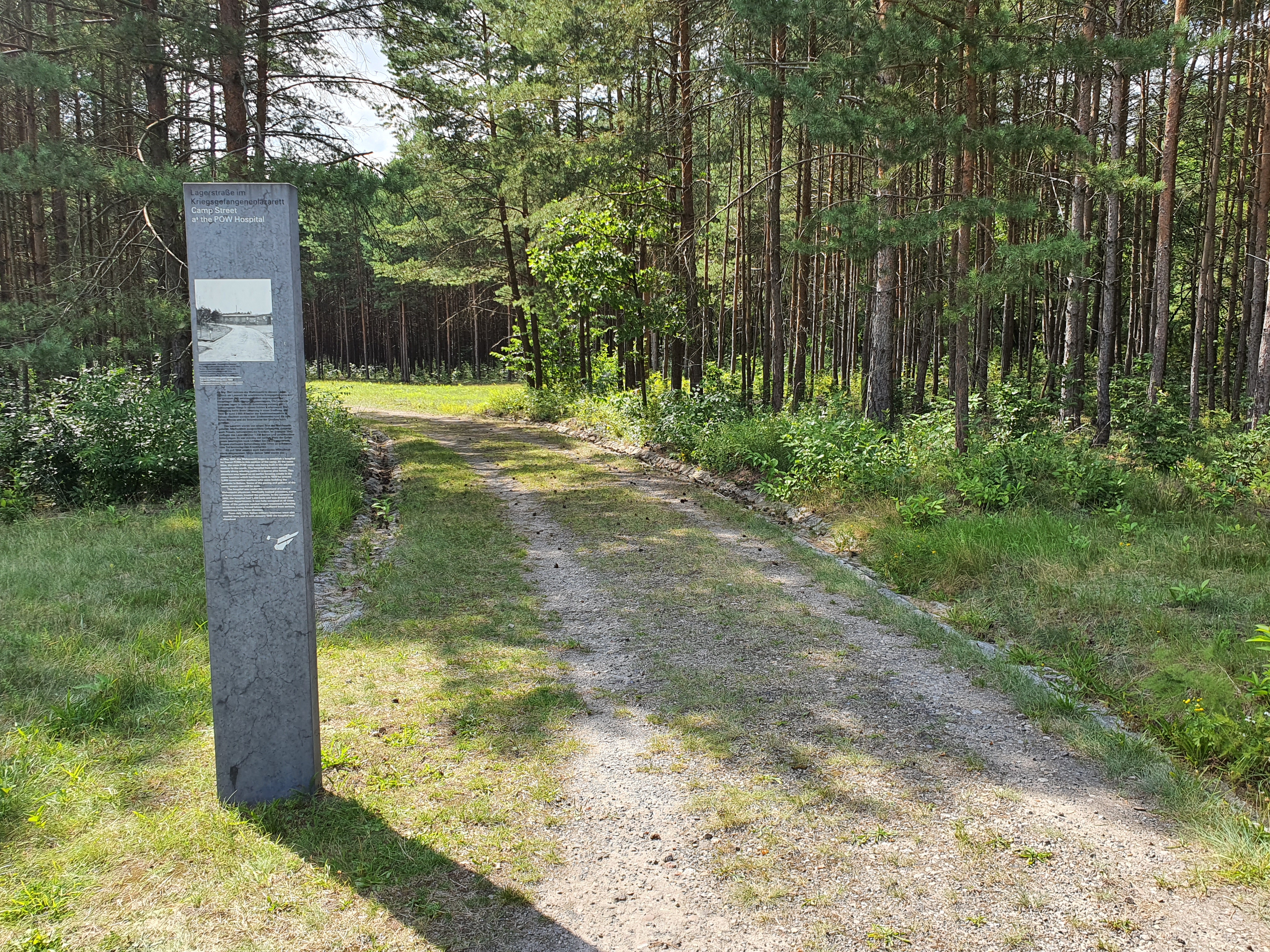
Überreste des Wegs durch das Kriegsgefangenenlager im KZ Bergen-Belsen auf das Krankenlazarett zu
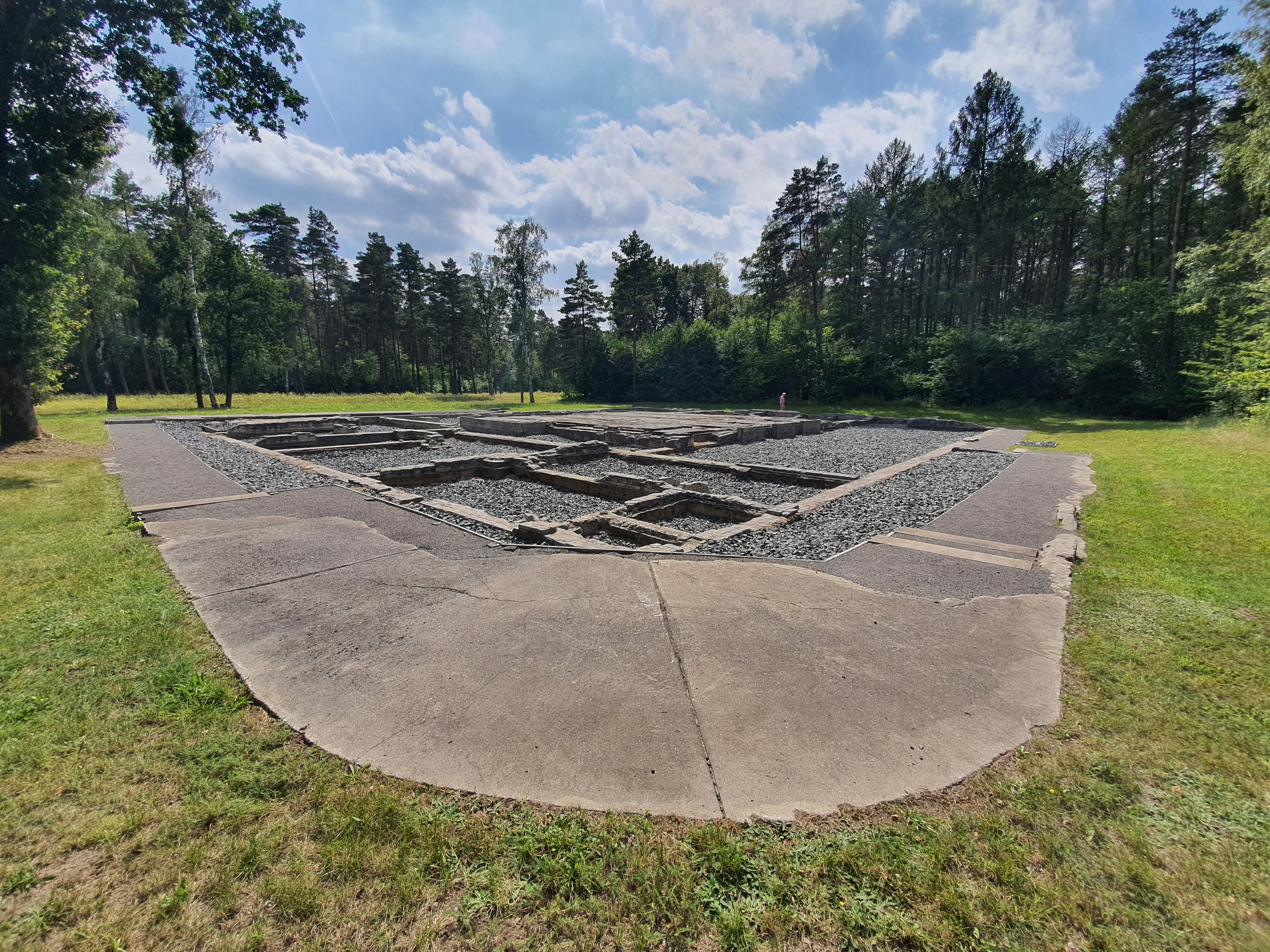
Fundamente des Desinfektionsgebäudes in der Nähe des Haupteingangs des KZ

## Bergen-Belsen-Prozess
Gegen 45 Angehörige der ehemaligen Lagermannschaft wurde in Lüneburg vor einem britischen Militärgericht vom 17. September bis zum 17. November 1945 der so genannte Bergen-Belsen-Prozess verhandelt. Neben 11 Todesurteilen ergingen eine lebenslange Haftstrafe, 18 Haftstrafen und 15 Freisprüche.

## Bekannte Häftlinge

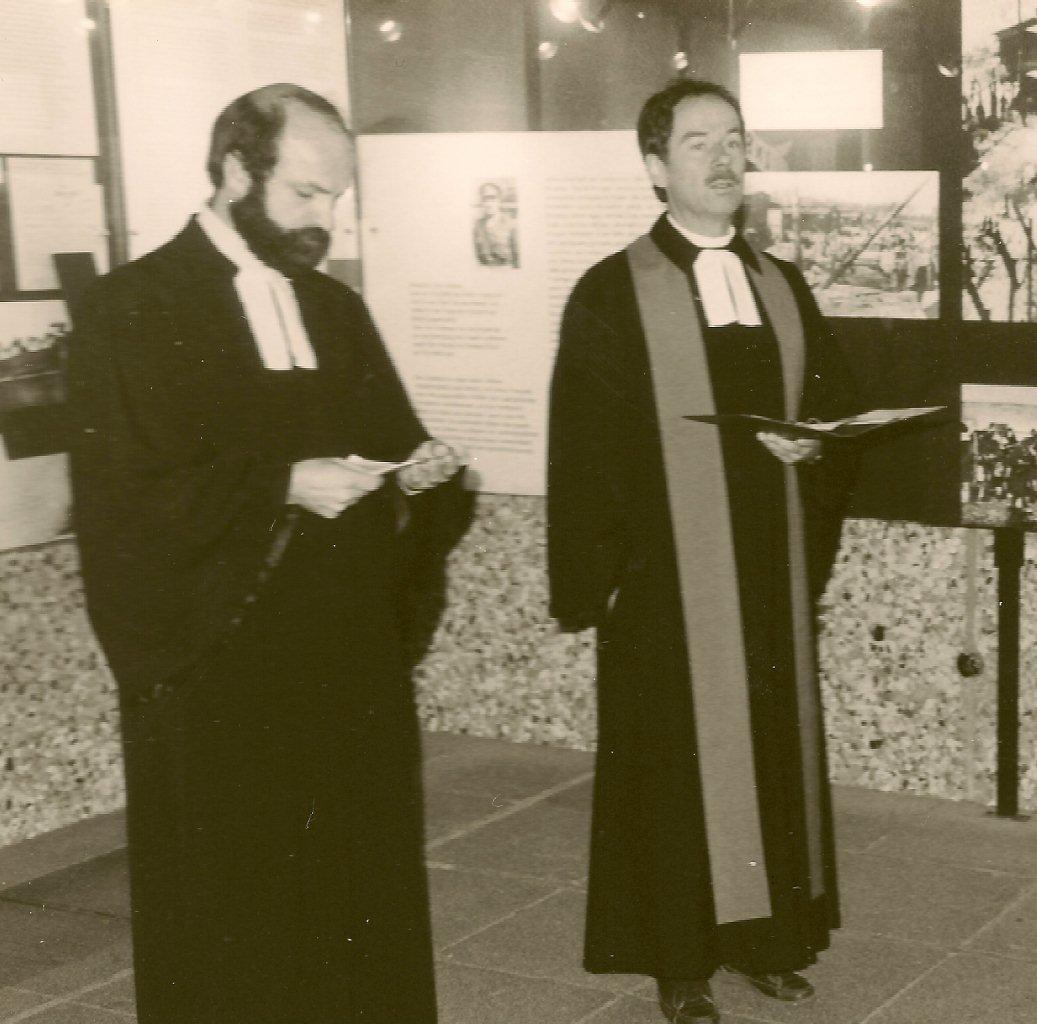
Hans-Jürgen Meyer und Klaus Brinker 1986 beim Gedenkgottesdienst für die homosexuellen Opfer des KZ Bergen-Belsen

Zu den bekanntesten Häftlingen gehören neben Anne Frank und ihrer Schwester Margot auch der vormalige braunschweigische Ministerpräsident Heinrich Jasper, die Schriftsteller Jean Améry, Anita Lasker-Wallfisch und Josef Čapek, Leopold Szondi, der Reichstagsabgeordnete Julius Adler, der SPD-Landtagsabgeordnete Hermann Albertz sowie Israel Shahak, der Jurist Paul Dienstag sowie der Widerstandskämpfer Ernst Grube. Der Vater des Regisseurs Roberto Benigni war ebenfalls einige Zeit in dem Lager gefangen; der Film Das Leben ist schön basiert unter anderem auf diesen Erlebnissen. Nur fünf Tage vor der Befreiung starb Hélène Berr, die durch ihre Aufzeichnungen aus der Zeit der deutschen Besatzung in Paris bekannt wurde, die an die Tagebücher der Anne Frank erinnern.
Für die Homosexuellen, die unter dem Unrechtsregime im Männerlager und im Auffang- und Sterbelager von Bergen-Belsen inhaftiert waren oder zu Tode kamen, wurde erst 1999 eine Gedenktafel zu Füßen der Mahnmalwand installiert, die auch an das Schicksal der homosexuellen Opfer erinnert. Eine Dauerausstellung, die das Thema vertieft, informiert vor Ort zu näheren Einzelheiten. Zudem veröffentlichte der Historiker Rainer Hoffschildt im Juli 2019 eine Auswahl von 33 Biographien von Opfern der Homosexuellenverfolgung mit Bezug zu Bergen-Belsen.
Die Sintiza Hilde Rosenberg wurde im Alter von vierzehn Jahren aus Polen ins KZ Bergen-Belsen verschleppt. In einer Munitionsfabrik musste sie Zwangsarbeit leisten. Sie überlebte, große Teile ihrer Familie und die ihres späteren Ehemannes jedoch nicht.
Hetty Werkendam, die mit ihren beiden Brüdern Jacky und Max im Kinderhaus von Bergen-Belsen durch die Hilfe von Schwester Luba Frederick überlebte, schrieb über ihre Erlebnisse später das Buch Wir Kinder von Bergen-Belsen. Schwester Luba rettete über 40 Kindern im Kinderhaus von Bergen-Belsen das Leben, sie ging in die Geschichte als der „Engel von Bergen-Belsen“ ein und erhielt am 15. April 1995 die Silbermedaille für humanitäre Dienste an der Menschheit von Königin Beatrix der Niederlande.
Weitere Überlebende waren Rudi Oppenheimer und Stefan Hertz.

## KZ-Lagerpersonal

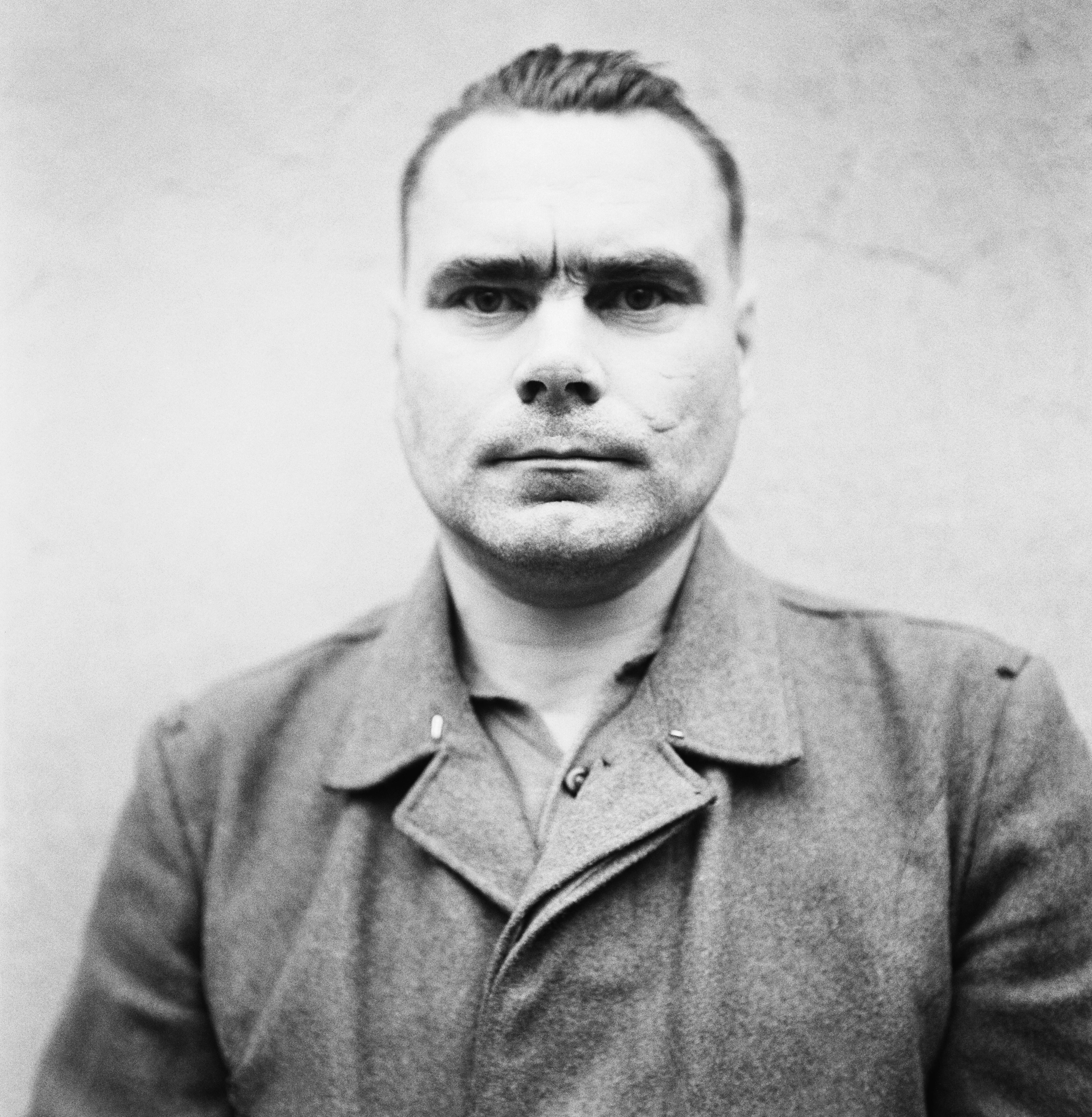
Der letzte Lagerkommandant Josef Kramer in britischer Haft, Aufnahme vom August 1945

Zum Lagerpersonal gehörten unter anderem:
- Adolf Haas, Lagerkommandant bis Dezember 1944
- Franz Xaver Trenkle, Schutzhaftlagerführer Frühjahr 1944 bis Januar 1945
- Josef Kramer, Lagerkommandant des KZ ab 1. Dezember 1944 bis zur Befreiung durch alliierte Truppen
- Franz Hößler, stellvertretender Lagerkommandant des KZ ab Anfang April 1945 bis zur Befreiung durch alliierte Truppen
- Fritz Klein, Lagerarzt
- Irma Grese, im März und April 1945 Arbeitsdienstführerin
- Elisabeth Volkenrath
- Johanna Bormann
- Hertha Bothe
- Hilde Michnia

## Gedenkorte

### Verladerampe

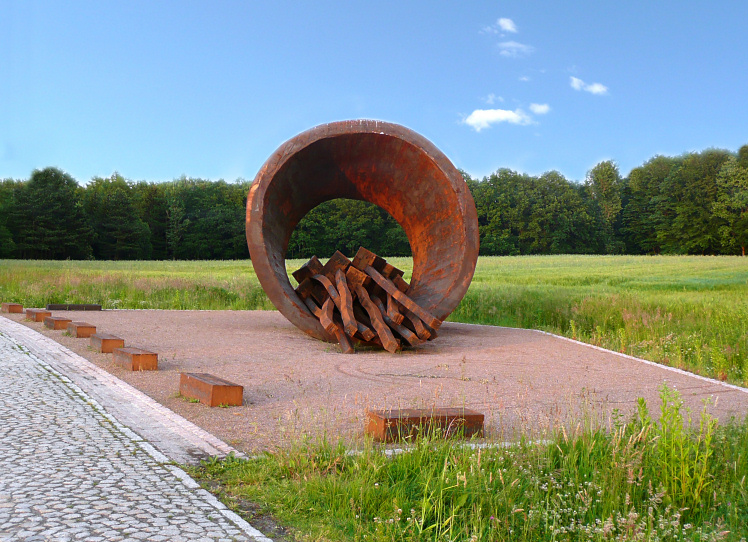
Mahnmal zur Verladerampe

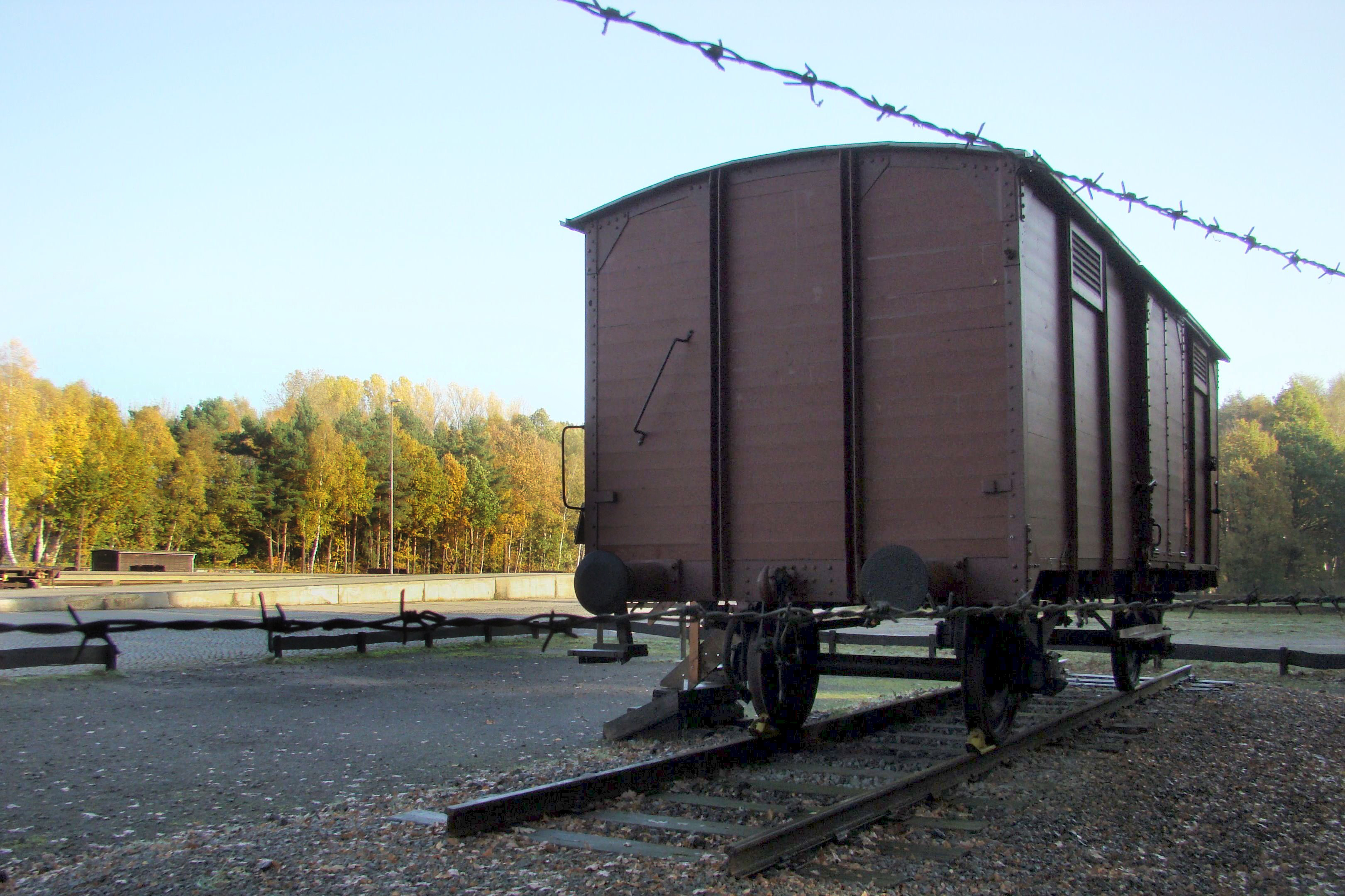
Transport-Waggon und im Hintergrund ein Teil der Verladerampe

Auf der Straße (L 298) von Bergen nach Belsen führt etwa auf halbem Wege eine Straßenbrücke über die Bahnlinie nach Belsen. Gleich hinter dieser Brücke befindet sich links auf dem Parkplatz ein Mahnmal, das am 26. Januar 2008 eingeweiht wurde. Es soll an die nahegelegene Bahnrampe erinnern, auf der die Kriegsgefangenen und KZ-Häftlinge ankamen. Sie wurden mit der Reichsbahn hierher transportiert und mussten von hier 5 bis 6 Kilometer zu Fuß in das Lager marschieren. Vom Parkplatz führt entlang der Bahntrasse ein ausgeschilderter, etwa 550 Meter langer Fußweg zur Verladerampe. Die AG Bergen-Belsen hat dort einen Güterwagen aufgestellt, wie er zu den Häftlingstransporten eingesetzt wurde. Er steht dort als Mahnmal und Sinnbild für die Verschleppung. Ein Teil der Rampe und des Gleises wurde im Jahr 2000 unter Denkmalschutz gestellt.

„Unweit der Gedenkstätte Bergen-Belsen (Kreis Celle) wurde im April 2002 auf Initiative der Arbeitsgemeinschaft Bergen-Belsen e. V. neben der Rampe am Rande des heutigen Truppenübungsplatzes ein gedeckter Güterwagen alter Bauart aufgestellt, der zuletzt von der Museumsbahn in Weyhe – Leeste (Niedersachsen) gekommen war. Sein eisernes Gerippe wurde durch Soldaten der Bundeswehr in Bergen-Hohne mit neuen Brettern versehen. Im Jahr zuvor war vom Militär am Bahnhof Bergen bei Bauarbeiten irrtümlich ein Teil der seit September 2000 denkmalgeschützten Verladerampe abgerissen worden, die daraufhin wieder hergestellt werden musste.“

### Haus der Stille

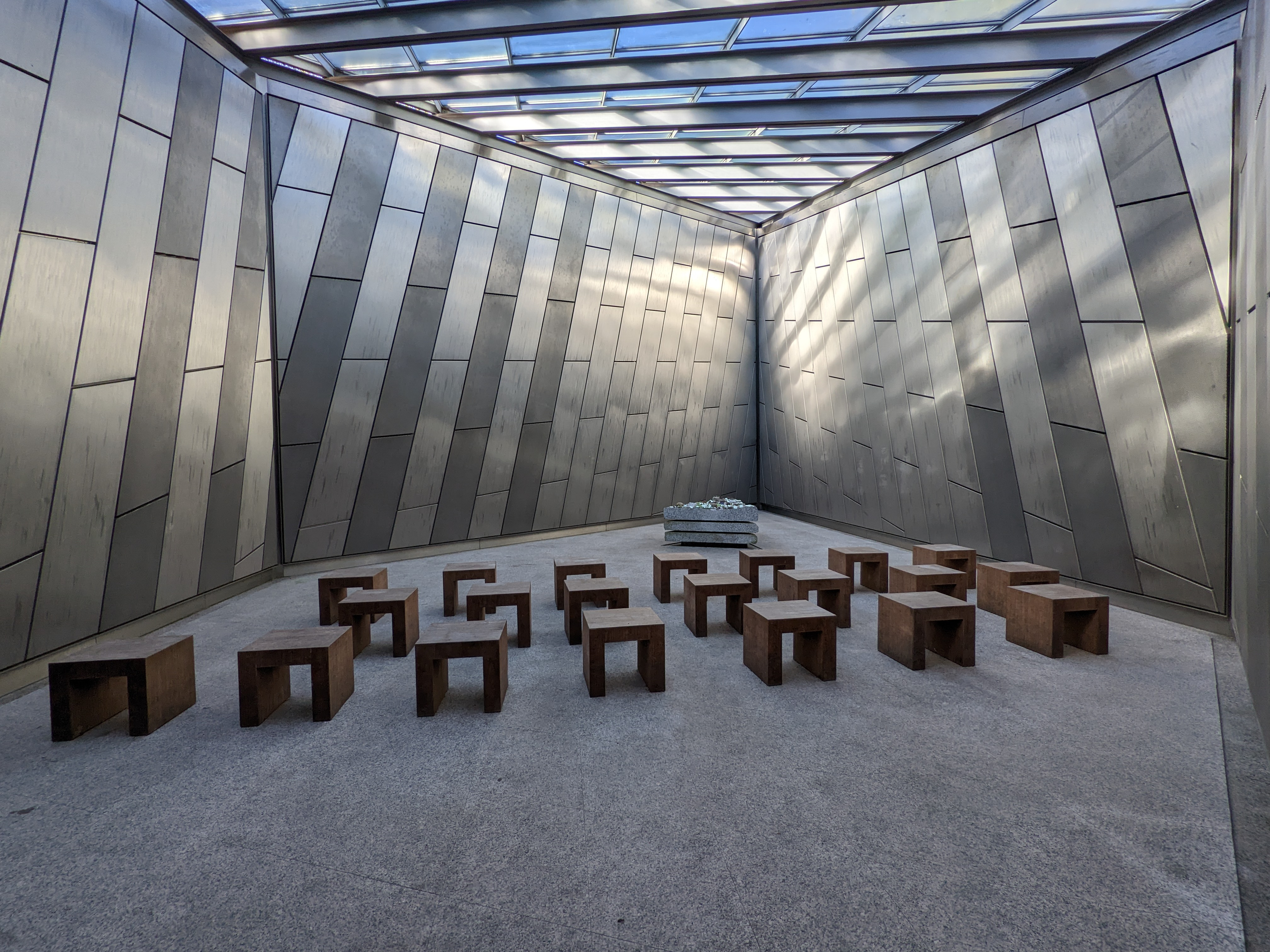
Haus der Stille

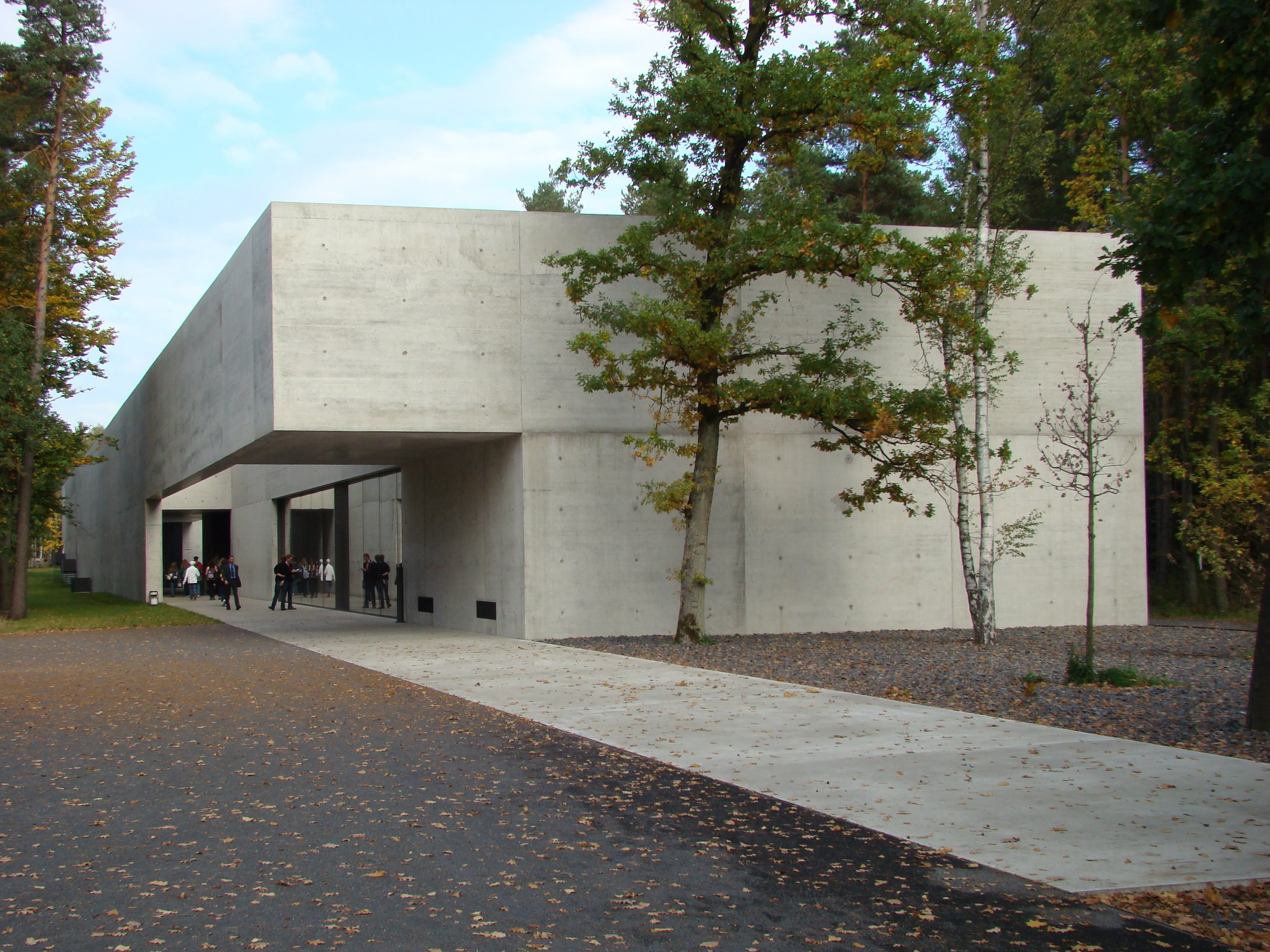
Dokumentationszentrum, Außenansicht (2008)

Am Rande des historischen Lagergeländes befindet sich das „Haus der Stille“, eine „begehbare Skulptur“. Nach den Plänen von Ingema Reuter und Gerd Winner geschaffen, wurde es am 16. April 2000 eingeweiht.
Es ist ein Haus aus Chromnickelstahl, Glas und Granit, das an eine Kapelle erinnert: Gedämpftes und dennoch helles Licht fällt auf einen Tisch im vorderen Teil. Auf ein konfessionell festgelegtes Symbol wurde bewusst verzichtet. „Auf dem Gelände gab es keine baulichen Überreste des ehemaligen Konzentrationslagers, die hätten genutzt werden können. Die Inschriftenwand mit dem Obelisken, das polnische Holzkreuz und der jüdische Gedenkstein stammen aus der unmittelbaren Nachkriegszeit. Deshalb schien es erforderlich, einen der heutigen Zeit angemessenen Ort der Besinnung zu schaffen.“ Auf dem Tisch vor Sitzhockern sind viele Steine (z. T. mit Bemalung oder Gravur), Zettel, Kerzen und andere Besinnungsgegenstände abgelegt.
„Niemand weiß, welches die angemessenen Formen sind, in denen in den nächsten Jahrzehnten die notwendige Erinnerung an das namenlose Grauen dieses Lagers Ausdruck finden kann.“ Besucher hatten in der Vergangenheit immer wieder darauf hingewiesen, dass es eine Möglichkeit zur Meditation nach dem Gang über das Gelände geben müsse. Deshalb wurde diese „begehbare Skulptur“ (8,4 × 12,1 × 26,2 Meter) in den Jahren 1997 bis 2000 geschaffen.

### Dokumentationszentrum
Am 28. Oktober 2007 wurde das Dokumentationszentrum KZ Bergen-Belsen mit einer Ausstellungsfläche von 1500 m² eröffnet. Es liegt an der Straße zwischen Bergen, Belsen und Winsen/Aller. Die Kosten in Höhe von 13 Millionen Euro trugen je zur Hälfte die Bundesrepublik Deutschland und das Land Niedersachsen. Die Gedenkstätte wird von jährlich etwa 250.000 Menschen besucht.

### Lernort M.B. 89

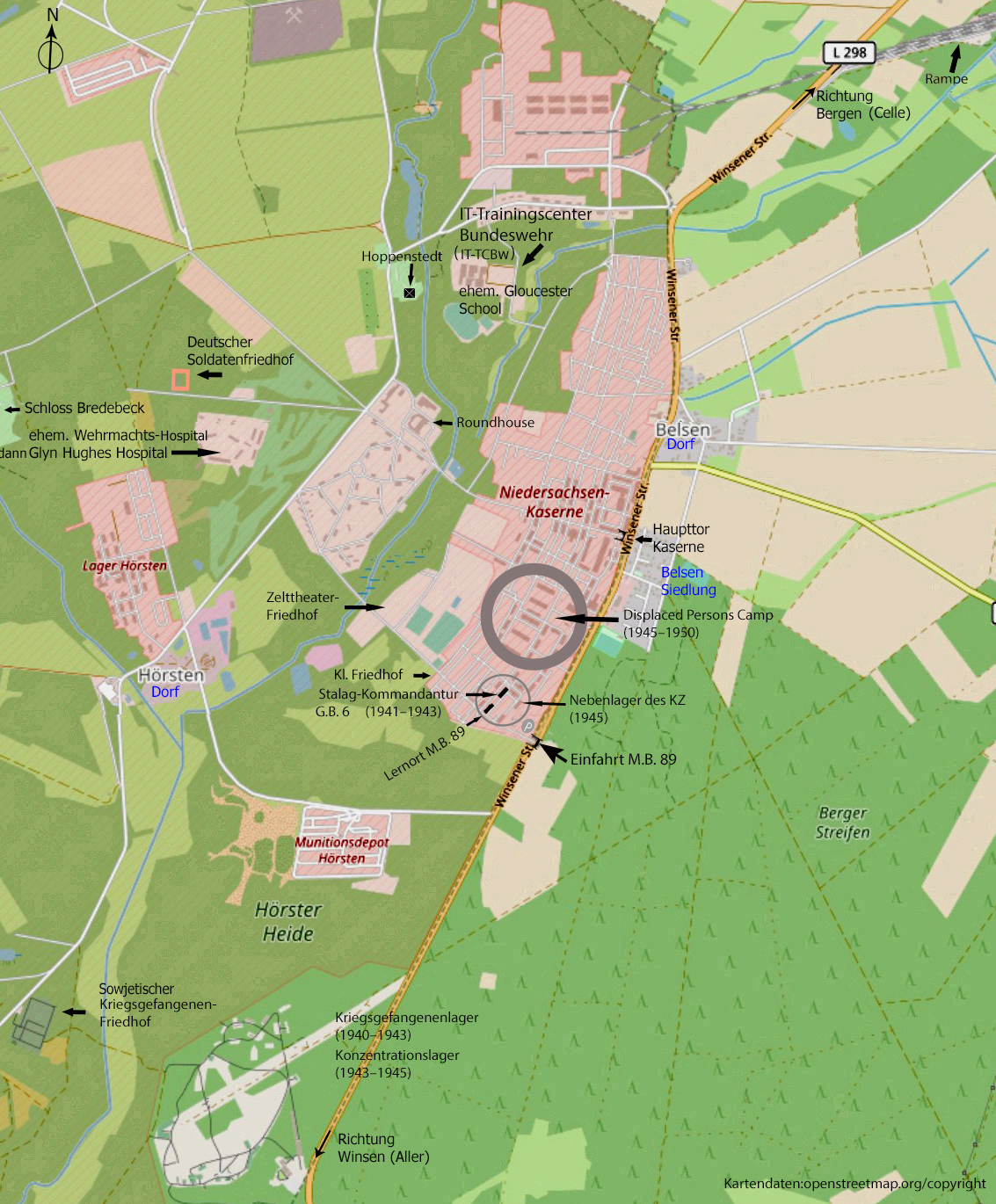
Plan Niedersachsen-Kaserne und KZ-Gelände

Am 28. April 2019 wurde auf dem Gelände der Niedersachsen-Kaserne (Bergen-Hohne) der „Lernort M.B. 89“ eröffnet. Die Stiftung niedersächsische Gedenkstätten, als Trägerin der Gedenkstätte Bergen-Belsen, hat hier in Kooperation mit der Leibniz Universität Hannover die Dauerausstellung „Aufrüstung, Krieg und Verbrechen; die Wehrmacht und der Truppenübungsplatz Bergen“ aufgebaut. Die Mannschaftsbaracke Nr. 89 (M.B. 89), das Gebäude in dem sich die Ausstellung befindet, wurde in den 1930er-Jahren errichtet und ist noch weitgehend original erhalten.  Es beherbergte in den letzten Tagen vor der Befreiung Häftlinge des KZ Bergen-Belsen. Danach wurde es für polnische und ab 1946 bis 1950 für jüdische Personen als Displaced Persons Camp genutzt. Die Ausstellung liegt im äußersten südöstlichen Bereich des Kasernengeländes, an der Landesstraße L 298 von Bergen nach Winsen (Aller). Sie ist von hier über ein separates Kasernentor zu erreichen.

### Publikationen der Gedenkstätte über das Konzentrationslager
- Bergen-Belsen. Historischer Ort und Gedenkstätte. Hrsg.: Stiftung niedersächsische Gedenkstätten / Gedenkstätte Bergen-Belsen, Celle 2009, ISBN 978-3-9811617-8-6.
- Bergen-Belsen: Kriegsgefangenenlager 1940–1945, Konzentrationslager 1943–1945, Displaced Persons Camp 1945–1950. Katalog der Dauerausstellung. Stiftung Niedersächsische Gedenkstätten, Wallstein-Verlag, Göttingen 2009, ISBN 978-3-8353-0612-7.
- Die Topografie des Lagers Bergen-Belsen: sechs Karten. Stiftung Niedersächsische Gedenkstätten, Gedenkstätte Bergen-Belsen, 2008, ISBN 978-3-9811617-5-5.
- Gedenkbuch: Häftlinge des Konzentrationslagers Bergen-Belsen. Stiftung Niedersächsische Gedenkstätten, Gedenkstätte Bergen-Belsen 2005.
- Konzentrationslager Bergen-Belsen. Berichte und Dokumente. Ausgewählt und kommentiert von Rolf Keller, Wolfgang Marienfeld, Herbert Obenaus, Thomas Rahe, Hans-Dieter Schmid, Wilhelm Sommer, Wilfried Wiedemann. Vandenhoeck und Ruprecht, Göttingen 1995, ISBN 3-525-35488-6.

### Sonstige Publikationen
nach Autoren alphabetisch geordnet 
- Hans-Dieter Arntz: Der letzte Judenälteste von Bergen-Belsen. Josef Weiss – würdig in einer unwürdigen Umgebung.  Helios, Aachen 2012, ISBN 978-3-86933-082-2.
- Susanne Bardgett, David Cesarani: Belsen 1945. New Historical Perspectives. Vallentine Mitchell, Middlesex 2006, ISBN 0-85303-716-7 und, ISBN 0-85303-717-5 (englisch).
- Wolfgang Benz, Barbara Distel (Hrsg.): Der Ort des Terrors. Geschichte der nationalsozialistischen Konzentrationslager. Band 7: Niederhagen/Wewelsburg, Lublin-Majdanek, Arbeitsdorf, Herzogenbusch (Vught), Bergen-Belsen, Mittelbau-Dora. C.H. Beck, München 2008, ISBN 978-3-406-52967-2.
- Rainer Hoffschildt: Homosexuelle Häftlinge und §175-Opfer, die in das KZ Bergen-Belsen kamen. Auswahl von 33 Biographien, Hannover 2019; Digitalisat als PDF-Dokument
- Juliane Hummel: Immobile Erinnerung: Der Bau und die baulichen Reste des Kriegsgefangenen- und Konzentrationslagers Bergen-Belsen. In: Wilfried Wiedemann, Joachim Wolschke-Bulmahn (Hrsg.): Landschaft und Gedächtnis: Bergen-Belsen, Esterwegen, Falstad, Majdanek. München 2011, ISBN 978-3-89975-268-7, S. 103–124.
- Eberhard Kolb: Bergen-Belsen. Vom „Aufenthaltslager“ zum Konzentrationslager 1943–1945.
  - 6. überarbeitete und stark erweiterte Auflage. Vandenhoeck & Ruprecht, Göttingen 2002, ISBN 3-525-36184-X.
  - 1. Aufl. LIT, 2011, ISBN 3-643-11067-7.
- Fritz Lettow: Arzt in den Höllen – Erinnerungen an vier Konzentrationslager, edition ost, Berlin 1997, ISBN 3-929161-92-3
- Jakob Saß: Gewalt, Gier und Gnade. Der KZ-Kommandant Adolf Haas und sein Weg nach Wewelsburg und Bergen-Belsen, Vergangenheitsverlag, Berlin 2019, ISBN 978-3-86408-246-7, S. 126–178.
- Alexandra-Eileen Wenck: Zwischen Menschenhandel und „Endlösung“. Das Konzentrationslager Bergen-Belsen. Ferdinand Schöningh, Paderborn u. a. 2000, ISBN 3-506-77511-1.